# Star Wars Rebels/Episodenliste
Diese Episodenliste enthält alle Episoden der US-amerikanischen Fernsehserie Star Wars Rebels, sortiert nach der US-amerikanischen Erstausstrahlung. Die Fernsehserie umfasst vier Staffeln mit 76 Episoden.

## Übersicht
| Staffel | Episodenanzahl | Erstausstrahlung USA | Erstausstrahlung USA | Deutschsprachige Erstausstrahlung | Deutschsprachige Erstausstrahlung |
| Staffel | Episodenanzahl | Staffelpremiere      | Staffelfinale        | Staffelpremiere                   | Staffelfinale                     |
| ------- | -------------- | -------------------- | -------------------- | --------------------------------- | --------------------------------- |
| 1       | 15 (16)        | 11. August 2014      | 2. März 2015         | 12. August 2014                   | 3. April 2015                     |
| 2       | 22             | 20. Juni 2015        | 30. März 2016        | 28. August 2015                   | 22. April 2016                    |
| 3       | 22             | 24. September 2016   | 25. März 2017        | 5. Dezember 2016                  | 11. Mai 2017                      |
| 4       | 16             | 16. Oktober 2017     | 5. März 2018         | 10. Dezember 2017                 | 24. März 2018                     |

## Staffel 1

### Kurzfolgen
| Nr. (ges.) | Nr. (St.) | Deutscher Titel           | Originaltitel                                                 | Erstausstrahlung USA | Deutschsprachige Erstausstrahlung (D/A/CH) | Regie        | Drehbuch                     |
| --- | --------- | ------------------------- | ------------------------------------------------------------- | -------------------- | ------------------------------------------ | ------------ | ---------------------------- |
| 1a | 1         | Chopper in Aktion         | The Machine in the Ghost                                      | 11. Aug. 2014        | 12. Aug. 2014                              | Dave Filoni  | Greg Weisman                 |
| Fünf Jahre vor der Schlacht von Yavin werden die Ghost und ihre Besatzung – Hera Syndulla, Kanan Jarrus und Chopper – nach einem Überfall auf einen imperialen Versorgungskonvoi von TIE-Jägern verfolgt, die die Schilde und das Kommunikationssystem der Ghost ausschalten. Nach einem Nahkampf bleibt nur noch ein TIE-Jäger übrig, und anstatt den widersprüchlichen Befehlen von Kanan und Hera zu folgen, zerstört Chopper ihn selbst. |           |                           |                                                               |                      |                                            |              |                              |
| 1b | 2         | Die Kunst des Angriffs    | Art Attack                                                    | 18. Aug. 2014        | 19. Aug. 2014                              | Justin Ridge | Greg Weisman                 |
| Sabine Wren infiltriert eine TIE-Jäger-Landeplattform, um ein Ablenkungsmanöver zu starten, damit die Ghost entkommen kann. Sie spielt mit den Sturmtruppen und verspottet sie, während sie sich um und über die TIE-Jäger bewegt. Als ein Soldat sie in die Enge treibt, greift sie an und entkommt, wobei sie Sprengstoff zurücklässt, dessen Explosion sie als Kunstwerk bewundert und die Sturmtruppen mit lila Farbe überzieht. |           |                           |                                                               |                      |                                            |              |                              |
| 1c | 3         | Verstrickung              | Entanglement                                                  | 25. Aug. 2014        | 2. Sep. 2014                               | Justin Ridge | Henry Gilroy & Simon Kinberg |
| Garazeb „Zeb“ Orrelios geht durch eine Gasse auf Lothal, weil er glaubt, dass dies der vereinbarte Treffpunkt mit Kanan ist. Er stößt auf zwei Sturmtruppen, die einen Verkäufer belästigen, doch als er sich einmischt, fordern sie Verstärkung an. Als die Sturmtruppen auf ihn schießen, verursachen sie versehentlich ein Treibstoffleck in ihrem eigenen TIE-Jäger, der daraufhin explodiert. |           |                           |                                                               |                      |                                            |              |                              |
| 1d | 4         | Eigentum von Ezra Bridger | Not What You Think Property of Ezra Bridger (Alternativtitel) | 1. Sep. 2014         | 6. Sep. 2014                               | Dave Filoni  | Simon Kinberg                |
| Ezra Bridger wird Zeuge eines Luftkampfes zwischen der Ghost und einem TIE-Fighter, der abgeschossen wird. Er öffnet die Luke, aber der Pilot des TIE-Jägers zeigt keine Dankbarkeit für seine Rettung und weist Ezra stattdessen wütend zurecht, weil er sein Schiff berührt hat. Ezra stiehlt mehrere Gegenstände aus dem TIE-Jäger, darunter den Helm des Piloten. Daraufhin eröffnet der Pilot das Feuer auf Ezra, der dem Feuer ausweicht und den Piloten mit seiner Energieschleuder außer Gefecht setzt, bevor er mit dem Helm des Piloten davonläuft. |           |                           |                                                               |                      |                                            |              |                              |

### Episoden
| Nr. (ges.) | Nr. (St.) | Deutscher Titel                                                             | Originaltitel              | Erstausstrahlung USA               | Deutschsprachige Erstausstrahlung (D/A/CH)             | Regie         | Drehbuch                      |
| --- | --------- | --------------------------------------------------------------------------- | -------------------------- | ---------------------------------- | ------------------------------------------------------ | ------------- | ----------------------------- |
| 2 | 1         | Der Funke einer Rebellion – Teil 1                                          | Spark of Rebellion: Part 1 | 3. Okt. 2014 26. Okt. 2014 (ABC) 1 | 3. Okt. 2014 31. Dez. 2014 (DXD) 1 15. Mai 2015 (DC) 1 | Steward Lee   | Simon Kinberg                 |
| 3 | 2         | Der Funke einer Rebellion – Teil 2                                          | Spark of Rebellion: Part 2 | 3. Okt. 2014                       | 3. Okt. 2014                                           | Steven G. Lee | Simon Kinberg                 |
| Der Straßendieb Ezra Bridger ist ein Waisenkind auf Lothal, einer Welt im Outer Rim. Er mischt sich in den Diebstahl von Blastergewehren des Imperiums durch drei Mitglieder der Ghost-Crew ein: den Anführer Kanan Jarrus, die mandalorianische Saboteurin Sabine Wren und den Lasat-Starkmann Garazeb „Zeb“ Orrelios. Ezra bleibt auf der Flucht bei der Crew hängen und trifft auf die Twi'lek-Pilotin Hera Syndulla und ihren C1-Astromech-Droiden Chopper. Ezra findet ein Lichtschwert und ein Holocron in Kanans Zimmer und stiehlt das Holocron. Die Gewehre werden verkauft, um Lebensmittel und Informationen vom Schwarzmarkthändler und Verbrecherfürsten Cikatro Vizago zu kaufen. Die Lebensmittel werden an die Vertriebenen von Lothal verteilt, während die Informationen sie zum Aufenthaltsort mehrerer Wookiees führen, die vom Imperium gefangen genommen wurden. Dies ist jedoch eine Falle, und Ezra wird von Agent Kallus gefangen genommen. Ezra öffnet irgendwie das Holocron und sieht eine Nachricht von Obi-Wan Kenobi. Ezra wird von der Ghost-Besatzung gerettet, nachdem er erfahren hat, wohin die Wookiees geschickt worden sind. Während der Rettung der Wookiees zieht Kanan sein Lichtschwert und gibt sich als Jedi zu erkennen. Zusammen mit den Wookiees besiegt er Agent Kallus und entkommt. Nachdem er sich durch das Öffnen des Holocrons bewährt hat, bietet Kanan Ezra an, sein Lehrling zu werden.                                            |           |                                                                             |                            |                                    |                                                        |               |                               |
| 4 | 3         | Gefährliche Ware                                                            | Droids in Distress         | 13. Okt. 2014                      | 17. Okt. 2014                                          | Steward Lee   | Greg Weisman                  |
| Die Ghost-Crew stiehlt eine Ladung Disruptor-Waffen von Minister Maketh Tua, die sie an Vizago verkaufen will, und bringt dabei versehentlich die vom Imperium betreuten Droiden C-3PO und R2-D2 mit. Zeb ist gegen die Mission, da dieselben Waffen benutzt wurden, um seine Spezies, die Lasats, fast auszulöschen. Agent Kallus fängt C-3POs Notruf ab und folgt dem Ghost nach Lothal. Zeb sieht, dass Agent Kallus ein Bo-Gewehr benutzt, eine Waffe, die nur von der Lasat-Ehrengarde verwendet wird und die Kallus einem Gardisten abgenommen hatte, den er selbst getötet hatte. In dem darauf folgenden Duell zwischen Zeb und Kallus rettet Ezra Zeb, indem er zum ersten Mal instinktiv die Macht kämpferisch einsetzt, Kallus wegstößt und bewusstlos schlägt. Kanan bringt die beiden Droiden zu ihrem rechtmäßigen Besitzer Bail Organa zurück, der sich die Aufzeichnungen von R2-D2 über die Aktionen der Rebellencrew ansieht. |           |                                                                             |                            |                                    |                                                        |               |                               |
| 5 | 4         | Kampf mit dem TIE-Jäger                                                     | Fighter Flight             | 20. Okt. 2014                      | 24. Okt. 2014                                          | Steven G. Lee | Greg Weisman                  |
| Chopper verursacht einen Streit zwischen Ezra und Zeb, also schickt Hera die beiden gemeinsam auf eine Versorgungsfahrt, damit sie sich nicht streiten und nicht ohne eine seltene Meiloorun-Frucht zurückkehren. Die beiden finden heraus, dass der einzige Vorrat an Meilooruns auf dem Markt vom Imperium aufgekauft worden ist. Ezras Versuch, die Frucht zu stehlen, führt zu einer Verwicklung mit den Sturmtruppen und zwingt Zeb, einen TIE-Fighter zu kapern, mit dem die beiden fliehen können. Auf dem Weg zu ihrem Rendezvous mit dem Ghost treffen die beiden auf den Farmer Morad Sumar – einen Freund von Ezras Eltern – und dessen Familie, die wegen eines Grundstücksstreits mit dem Imperium verhaftet wurden. Mit Hilfe des TIE-Jägers gelingt es Ezra und Zeb, Sumar zu befreien und die Früchte zu bergen. Bei ihrer Rückkehr zum Ghost nach dem vermeintlichen Absturz des Jägers ist Hera erfreut, dass Ezra und Zeb freundlicher zueinander sind. |           |                                                                             |                            |                                    |                                                        |               |                               |
| 6 | 5         | Der Aufstieg der alten Meister Aufstieg der alten Meister (Alternativtitel) | Rise of the Old Masters    | 27. Okt. 2014                      | 31. Okt. 2014                                          | Steward Lee   | Henry Gilroy                  |
| Ezra hat mit seiner Jedi-Ausbildung begonnen, kämpft aber mit den Grundlagen, während Kanan ebenfalls mit seiner neuen Rolle als Mentor zu kämpfen hat. Die Rebellen entdecken einen unterirdischen Funkspruch, der berichtet, dass Jedi-Meisterin Luminara Unduli die Order 66 überlebt hat und in einem imperialen Hochsicherheitsgefängnis auf Stygeon Prime festgehalten wird. Frustriert über seine eigene Unfähigkeit, Ezra zu unterrichten, führt Kanan sein Team an, um Luminara zu retten, in der Hoffnung, dass sie ein fähigerer Lehrer für Ezra sein wird. Als sie ihre Zelle erreichen, müssen Kanan und Ezra feststellen, dass Luminara schon lange tot ist und dass ihre Überreste von einem Inquisitor als Köder benutzt werden, um die Jedi in eine Falle zu locken. Die beiden arbeiten zusammen, um dem Inquisitor zu entkommen, bevor Hera sie an Bord der Phantom rettet. Nachdem Ezra seine Unsicherheit darüber offenbart hat, dass Kanan versucht hat, einen anderen Mentor für ihn zu finden, beschließt Kanan, Ezra selbst auszubilden. |           |                                                                             |                            |                                    |                                                        |               |                               |
| 7 | 6         | Ezra undercover                                                             | Breaking Ranks             | 3. Nov. 2014                       | 21. Nov. 2014                                          | Steven G. Lee | Greg Weisman                  |
| Ezra gibt sich als Kadett der Imperialen Akademie aus, um eine Lieferung von Kyberkristallen zu verhindern. Dank seiner Ausbildung erweist sich Ezra schnell als der fähigste Schüler der Klasse. Während seines Einsatzes freundet er sich mit den Kadetten Zare Leonis und Jai Kell an, der ebenfalls auf der Suche nach seiner vermissten Schwester Dhara in die Akademie eingedrungen ist. Nach Abschluss der Mission erfährt Ezra, dass der Inquisitor auf seine und Jais Fähigkeiten aufmerksam geworden ist und sie gefangen nehmen will. Mit der Hilfe von Zare und den anderen Rebellen gelingt es den dreien, sich während einer Trainingsübung der imperialen Walker aus der Einrichtung herauszukämpfen. Jai taucht unter, während Zare in der Akademie bleibt, um seine Suche nach Dhara fortzusetzen. |           |                                                                             |                            |                                    |                                                        |               |                               |
| 8 | 7         | Verlassen                                                                   | Out of Darkness            | 10. Nov. 2014                      | 21. Nov. 2014                                          | Steward Lee   | Kevin Hopps                   |
| Durch Choppers Mätzchen vergessen Ezra und Zeb, eine wichtige Reparatur an der Phantom durchzuführen. Hera und Sabine machen sich auf den Weg zu einer verlassenen republikanischen Asteroidenbasis, um Vorräte zu holen, die von Fulcrum, einem anonymen Informanten, mit dem Hera in Kontakt stand, bereitgestellt wurden. Sabine äußert ihren Unmut über Heras Geheimniskrämerei über ihre Mission, da sie das Gefühl hat, dass weder sie noch Kanan ihr vertrauen. Da der Treibstofftank der Phantom undicht ist, sitzen die beiden auf der Basis fest, die von tödlichen Fyrnocks befallen ist. Die beiden arbeiten zusammen, um die Kreaturen lange genug zu überleben, damit der Rest der Besatzung sie an Bord der Ghost retten kann, was Sabine erlaubt, ihre Vertrauensprobleme zu überwinden, während Hera ihr sagt, dass sie an die wachsende Rebellion glauben soll. |           |                                                                             |                            |                                    |                                                        |               |                               |
| 9 | 8         | Der Tag des Imperiums                                                       | Empire Day                 | 17. Nov. 2014                      | 13. März 2015                                          | Steven G. Lee | Henry Gilroy                  |
| Kanan versucht, Ezra beizubringen, wie man die Macht nutzt, um eine Verbindung zu anderen Lebewesen herzustellen. Die Rebellen zerstören den neuen TIE-Fighter-Prototyp des Imperiums während einer Parade, mit der das 15-jährige Bestehen des Imperiums gefeiert wird. Jahrestag der Erschaffung des Imperiums. Ezra, der am ursprünglichen Tag des Imperiums geboren und 15 Jahre alt geworden ist, ist mit seinen Gefühlen gegenüber seinen vermissten Eltern beschäftigt und entscheidet sich gegen die Mission. Bald findet er heraus, dass der rodianische Freund seiner Eltern, Tseebo, vom Imperium gesucht wird, und schließt sich seinen Freunden an, um nach ihm zu suchen. Tseebo versteckt sich im Keller von Ezras altem Haus, wo Ezra herausfindet, dass seine Eltern verhaftet wurden, weil sie Radiosendungen gegen das Imperium gemacht hatten, und dass Tseebo danach für das Imperium gearbeitet hat. Die Rebellen erfahren, dass Tseebo sich kybernetische Implantate einsetzen ließ, um für das Imperium wertvolle Informationen zu stehlen, doch die Menge an Informationen, die er hochgeladen hat, hat seinen Verstand beeinträchtigt. Die Rebellen schmuggeln ihn von Lothal an Bord der Ghost. Während der anschließenden Verfolgungsjagd, die vom Inquisitor angeführt wird, kommt Tseebo wieder zu sich und enthüllt, dass er weiß, was mit Ezras Eltern passiert ist.                                                                                         |           |                                                                             |                            |                                    |                                                        |               |                               |
| 10 | 9         | Mit vereinter Macht                                                         | Gathering Forces           | 24. Nov. 2014                      | 13. März 2015                                          | Steven G. Lee | Greg Weisman                  |
| Als Ezra erfährt, dass Tseebo seine Eltern nicht vor der Entführung durch das Imperium bewahren konnte, wirft er Tseebo vor, das Vertrauen seiner Eltern missbraucht zu haben. Während der Verfolgungsjagd befestigen die Imperialen einen Peilsender an der Hülle der Phantom, die Kanan im Hyperraum mit sich und Esra an Bord von der Ghost abkoppelt, um die Imperialen in die Irre zu führen. Die beiden kommen in Fort Anaxes an, wo Kanan Ezra beibringt, Tseebo zu vergeben, indem er ihm seine Angst davor eingesteht, nicht zu wissen, was mit seinen Eltern geschehen ist. Die beiden zähmen die Fyrnocks, indem sie sich durch die Macht mit ihnen verbinden, und setzen sie gegen die ankommenden imperialen Streitkräfte ein, werden aber vom Inquisitor in die Enge getrieben, der Kanan verletzt. In seinem Zorn nutzt Ezra die dunkle Seite der Macht, um einen riesigen Fyrnock gegen den Inquisitor zu beschwören, so dass die beiden entkommen können. Zurück auf der Ghost gibt Sabine Ezra ein Bild seiner Eltern, das sie in seinem Haus gefunden hat. Danach bringt die Ghost-Besatzung Tseebo zum Fulcrum, während Hera Ezra anbietet, ihm zu sagen, was Tseebo über das Schicksal seiner Eltern weiß. |           |                                                                             |                            |                                    |                                                        |               |                               |
| 11 | 10        | Der Weg der Jedi                                                            | Path of the Jedi           | 5. Jan. 2015                       | 20. März 2015                                          | Dave Filoni   | Charles Murray                |
| Da Ezra dem Inquisitor gegenüber die dunkle Seite gezeigt hat, bringt ihn Kanan zu einem versteckten Jedi-Tempel auf Lothal, um seine Bereitschaft für die Jedi-Ausbildung zu testen. Während Kanan zurückbleibt, macht sich Ezra allein auf den Weg durch den Tempel und wird mit einer Reihe von Visionen konfrontiert, die zeigen, wie der Inquisitor Kanan und den Rest der Ghost-Besatzung tötet. Nachdem er die Illusionen durchschaut hat, wird Ezra von der körperlosen Stimme des Jedi-Meisters Yoda geleitet, der ihm hilft, seine Angst vor dem Alleinsein zu überwinden. Kanan spricht mit Yoda auch über seine eigene Fähigkeit, Ezra zu lehren. Yoda führt Ezra zu einem Kyberkristall, mit dem er sein eigenes Lichtschwert bauen kann. |           |                                                                             |                            |                                    |                                                        |               |                               |
| 12 | 11        | Ein unfairer Deal                                                           | Idiot’s Array              | 19. Jan. 2015                      | 20. März 2015                                          | Steward Lee   | Kevin Hopps                   |
| Zeb wettet und verliert Chopper bei einem Sabacc-Spiel an den Schmuggler Lando Calrissian, was die Ghost-Crew dazu zwingt, Lando bei einer gefährlichen Schmuggelaktion zu helfen, um ihren Droiden zurückzubekommen. Während des Schmuggels verkauft Lando Hera an den Verbrecher Azmorigan im Tausch gegen ein Kugelfisch, der wertvolle Mineralien für den Bergbau aufspüren kann, und lässt Hera in einer Rettungskapsel entkommen. Gedemütigt fangen Azmorigan und seine Schergen die Rebellen auf Lothal ab, um Rache zu nehmen. Die Crew vertreibt die Gangster erfolgreich. Die Rebellen trennen sich von Lando, aber nicht bevor Chopper den Treibstoff für Landos Schiff gestohlen hat, was der Schmuggler als Bezahlung für ihre Hilfe einräumt. |           |                                                                             |                            |                                    |                                                        |               |                               |
| 13 | 12        | Die Stimme der Freiheit                                                     | Vision of Hope             | 2. Feb. 2015                       | 27. März 2015                                          | Steward Lee   | Henry Gilroy                  |
| Während des Lichtschwerttrainings hat Ezra eine bruchstückhafte Vision einer Begegnung mit Gall Trayvis, einem imperialen Senator im Exil und Sympathisanten der Rebellen, und er nimmt an, dass Trayvis von seinen Eltern weiß. Die Rebellen erhalten einen Funkspruch von Trayvis, in dem er sie über eine geheime Versammlung auf Lothal informiert, aber Ezra erhält einen Hinweis von Zare Leonis, dass Kallus den Senator benutzen will, um die Rebellen in eine Falle zu locken. Nach Trayvis' Übertragung finden die Rebellen ihn und retten ihn vor Kallus, indem sie in die Kanalisation von Lothal fliehen. Zu Ezras Bestürzung entpuppt sich Trayvis als imperialer Spion, der seine anti-imperialen Übertragungen dazu benutzt hat, Sympathisanten der Rebellen zu identifizieren, und behauptet, dass Ezras Eltern tot und verschwunden sind. Da Hera seinen Verrat vermutet, überlistet sie Trayvis und setzt ihn außer Gefecht, damit die Rebellen entkommen können. Obwohl sie über den Verrat enttäuscht sind, bleiben Ezra und die anderen Rebellen hoffnungsvoll für ihre Sache. |           |                                                                             |                            |                                    |                                                        |               |                               |
| 14 | 13        | Aufruf zum Widerstand                                                       | Call to Action             | 9. Feb. 2015                       | 27. März 2015                                          | Steward Lee   | Greg Weisman & Simon Kinberg  |
| Grand Moff Tarkin besucht Lothal, um sich mit den Rebellen auseinanderzusetzen. Nachdem sie herausgefunden haben, dass Trayvis in Wirklichkeit ein imperialer Spion ist, erwägen die Rebellen, eine Botschaft über ihre Sache an die umliegenden Sternensysteme zu senden. Ezra befürwortet die Idee, da seine Eltern jahrelang geheime Botschaften aus ihrem Keller gesendet hatten. Kanan beschließt, den wichtigsten imperialen Kommunikationsturm auf Lothal zu stürmen. Die Rebellen glauben, dass sie das Überraschungsmoment haben, aber sie berücksichtigen nicht die Ankunft von Tarkin, der herausgefunden hat, wo sie zuschlagen werden. Der Inquisitor und Kallus werden losgeschickt, um Kanan lebend zu fangen und Tarkins Vertrauen zurückzugewinnen. Als die imperialen Truppen die Gruppe im Turm angreifen, weist Kanan das Team an, ihn zu verlassen und wird gefangen genommen. Dem Team gelingt es, Ezra eine Botschaft der Hoffnung senden zu lassen, in der er diejenigen, die unter der Unterdrückung durch das Imperium leben, zum Kampf auffordert, bevor Tarkin die Zerstörung des Turms anordnet und damit die Übertragung beendet. |           |                                                                             |                            |                                    |                                                        |               |                               |
| 15 | 14        | Die Rettungsmission                                                         | Rebel Resolve              | 23. Feb. 2015                      | 3. Apr. 2015                                           | Justin Ridge  | Charles Murray & Henry Gilroy |
| Nachdem sie nicht herausgefunden hat, wo Kanan festgehalten wird, wird Hera von Fulcrum gedrängt, die Besatzung der Ghost zu verstecken. Entgegen Heras Anweisung, Kanan zu verlassen, schmiedet Ezra einen Plan, um ihn zu retten. Er schließt mit Vizago einen Vertrag über einen nicht näher bezeichneten Gefallen in der Zukunft ab und erfährt, dass das Imperium aufgrund der Zerstörung des imperialen Kommunikationsturms gezwungen ist, alle Nachrichten über Kurierdroiden zu versenden. Währenddessen wird Kanan an Bord von Tarkins Schiff gebracht, wo er vom Inquisitor gefoltert wird, da das Imperium hofft, mehr Informationen über die Rebellen zu erhalten. Die Besatzung der Ghost tauscht einen getarnten Chopper gegen einen imperialen Kurierdroiden aus, damit dieser auf die Daten des Imperiums über Kanan zugreifen kann, und erfährt schließlich, dass Tarkin plant, Kanan in das Gefängnis auf Mustafar zu bringen, wo die Jedi laut Hera sterben sollen. |           |                                                                             |                            |                                    |                                                        |               |                               |
| 16 | 15        | Galaxis in Flammen                                                          | Fire Across the Galaxy     | 2. März 2015                       | 3. Apr. 2015                                           | Dave Filoni   | Simon Kinberg                 |
| Die Besatzung der Ghost kapert einen imperialen Transporter und benutzt den TIE-Fighter, den Zeb und Ezra zuvor gestohlen hatten, um Tarkins Sternenzerstörer im Mustafar-System zu infiltrieren und auszuschalten. Ezra befreit Kanan mit Hilfe des Kanalsystems, während Hera, Sabine und Zeb versuchen, einen Fluchtweg zu sichern. Im Maschinenraum in einen Hinterhalt gelockt, stehen Ezra und Kanan dem Inquisitor in einem Lichtschwertduell gegenüber, bei dem Ezra fällt und von Kanan für tot gehalten wird. Kanan gibt seine Angst auf, Ezra zu verlieren, und es gelingt ihm, das Lichtschwert des Inquisitors zu zerstören und den Schiffsmotor zu zerreißen, in den sich der besiegte Inquisitor in den Tod stürzt. Ezra stellt sich als lebendig heraus (und als jemand, der während des Kampfes mit dem Inquisitor eine Narbe erhalten hat) und entkommt mit Kanan. Beide Gruppen entkommen erfolgreich mit gestohlenen TIEs aus dem untergegangenen Zerstörer. Chopper kommt mit dem gestohlenen Transporter und einigen anderen Schiffen an, und sie alle entkommen erfolgreich in den Hyperraum. Die Rebellen werden von Senator Organa und Fulcrum begrüßt. Letztere entpuppt sich als Ahsoka Tano, die der Gruppe mitteilt, dass sie nur eine von vielen Zellen sind, die für eine größere Rebellion arbeiten. Auf Lothal stellt Tarkin Agent Kallus Darth Vader vor, der von Imperator Palpatine ausgewählt wurde, um anstelle des Inquisitors die Rebellen zu jagen. |           |                                                                             |                            |                                    |                                                        |               |                               |

## Staffel 2
Der Film (Episode 1 und 2) wurde schon bei der Star Wars Celebration in Anaheim am 18. April 2015 gezeigt.
| Nr. (ges.) | Nr. (St.) | Deutscher Titel                    | Originaltitel                       | Erstausstrahlung USA | Deutschsprachige Erstausstrahlung (D/A/CH) | Regie                     | Drehbuch                                      |
| --- | --------- | ---------------------------------- | ----------------------------------- | -------------------- | ------------------------------------------ | ------------------------- | --------------------------------------------- |
| 17 | 1         | Die Belagerung von Lothal – Teil 1 | The Siege of Lothal: Part 1         | 20. Juni 2015        | 28. Aug. 2015                              | Bosco Ng                  | Henry Gilroy                                  |
| 18 | 2         | Die Belagerung von Lothal – Teil 2 | The Siege of Lothal: Part 2         | 20. Juni 2015        | 28. Aug. 2015                              | Brad Rau                  | Henry Gilroy                                  |
| Mit dem Befehl, die Rebellen und insbesondere die Jedi unter ihnen zur Strecke zu bringen, beginnt Darth Vader einen repressiven Feldzug gegen die Bevölkerung von Lothal, um die Gruppe zu finden. Die Ghost-Besatzung beginnt, mit den größeren Rebellenzellen zusammenzuarbeiten, ist jedoch unschlüssig, ob sie sich dem größeren Netzwerk anschließen und einen offenen Krieg gegen das Imperium führen oder sich aus einem groß angelegten Kampf heraushalten soll. Die Situation wird noch komplizierter, als Minister Maketh Tua, der eine Bestrafung dafür befürchtet, dass er es versäumt hat, die Rebellen von Lothal zu neutralisieren, versucht, zu ihnen überzulaufen, um Vader zu entkommen, und ihnen anbietet, die Wahrheit darüber zu verraten, warum der Imperator den Planeten haben will. Vader nutzt dies jedoch zu seinem Vorteil und inszeniert Tuas Ermordung durch eine Shuttle-Explosion, um den Rebellen die Tat in die Schuhe zu schieben und die Bevölkerung von Lothal gegen sie aufzubringen. Die Ghost-Besatzung versucht zu fliehen, wird aber von Vader in die Enge getrieben, der Kanan und Sabine verletzt und Ezra fast tötet, bevor sie schließlich entkommen. Nachdem sie von Lando Calrissian aus der Welt geschmuggelt wurden, um dem Imperium zu entkommen, trifft die demoralisierte Crew auf Ahsokas Rebellenzelle, aber Vader verfolgt sie und löscht die meisten Rebellenschiffe aus, wobei er Ahsokas Anwesenheit während einer mentalen Begegnung über die Macht entdeckt. Ahsoka ist entsetzt, als sie erfährt, dass Vader in Wirklichkeit ihr ehemaliger Meister ist, und ihr Geist wird vorübergehend überwältigt. Später schließt sie sich der Ghost-Besatzung an, die schwört, sich dem Kampf gegen das Imperium anzuschließen. Darth Vader berichtet später Imperator Palpatine von Ahsokas Existenz, der Vader neue Befehle erteilt, einen weiteren Inquisitor auszusenden, um die Besatzung der Ghost gefangen zu nehmen. |           |                                    |                                     |                      |                                            |                           |                                               |
| 19 | 3         | Die verschollenen Krieger          | The Lost Commanders                 | 14. Okt. 2015        | 23. Okt. 2015                              | Dave Filoni & Sergio Paez | Matt Michnovetz                               |
| Nachdem Ahsoka Tano der totalen Zerstörung der Phoenix-Staffel der Rebellenzelle durch Darth Vader nur knapp entgangen ist, schickt sie die Ghost Crew los, um irgendwo im Seelos-System einen ehemaligen Militärkommandanten ausfindig zu machen, der über nützliche Verstecke im Outer Rim Bescheid weiß. Die Besatzung entdeckt, dass es sich bei dem Kommandanten um den ehemaligen Klonsoldaten Captain Rex handelt, der von Commander Wolffe und dem Klonkommando Gregor begleitet wird. Kanan ist sofort feindselig, als er herausfindet, dass es sich bei den beiden aufgrund ihrer Rolle im Orden 66 um Klone handelt, obwohl Rex behauptet, sie hätten ihre Gehirnchips entfernt. Ezra verhandelt mit Rex über Informationen zu möglichen Stützpunkten. Im Gegenzug rekrutiert Gregor sie für eine Jagd, indem er Zeb als Köder benutzt, um einen schwer fassbaren Joopa zu fangen. Nachdem die Jagd erfolgreich war, hält Rex seinen Teil der Abmachung aufrecht, aber Sabine findet heraus, dass Wolffe dem Imperium den Aufenthaltsort der Ghost-Crew verraten hat. Bei einem Gefecht mit einer imperialen Sonde wurde das Phantom-Shuttle beschädigt. Die Besatzung sitzt vorübergehend mit den Klonen fest und wartet auf einen imperialen Angriff. |           |                                    |                                     |                      |                                            |                           |                                               |
| 20 | 4         | Relikte der Alten Republik         | Relics of the Old Republic          | 21. Okt. 2015        | 30. Okt. 2015                              | Bosco Ng                  | Steven Melching                               |
| Das Imperium verfolgt die Rebellen von Lothal nach Seelos. Admiral Konstantine und Agent Kallus treffen im Seelos-System ein, um die Jedi gefangen zu nehmen. Rex gibt den Rebellen von Lothal einen Datenchip, der alte republikanische Basen im Outer Rim enthält. Ezra versucht, die Klone zu überreden, sich der Rebellion anzuschließen, aber Rex und die Klone bieten stattdessen an, das Imperium aufzuhalten, damit die Rebellen von Lothal entkommen können. Agent Kallus befiehlt den Klonen, die Rebellen auszuliefern, aber als Rex sich weigert, trifft Kallus mit drei AT-ATs ein. Kanan, Ezra und die Klone nutzen einen Sandsturm und die Macht, um mit der Hauptkanone ihres AT-TEs einen der AT-ATs zu zerstören. Währenddessen wird Admiral Konstantine von Darth Vader weggerufen. Statt ihn zu treffen, trifft der Admiral den Fünften Bruder, einen Inquisitor, der behauptet, dass er dort Erfolg haben wird, wo Kallus und Konstantine versagt haben. Die Rebellen von Lothal bereiten sich auf die Abreise mit der Phantom vor, aber Ezra ist nicht bereit, Rex und die Klone zurückzulassen. Kanan, Ezra und Zeb requirieren einen der AT-ATs und richten dessen Waffen auf Kallus' AT-AT, den Rex mit einem kritischen Treffer vernichtet. Kallus flieht mit einem Speeder aus dem Kampf. Hera kehrt zurück und holt die Klone und die Ghost-Besatzung ab. Als sie zur Rebellenflottille zurückkehren, treffen die Rebellen von Lothal und Rex wieder auf Ahsoka. |           |                                    |                                     |                      |                                            |                           |                                               |
| 21 | 5         | Doppelte Gefahr                    | Always Two There Are                | 28. Okt. 2015        | 6. Nov. 2015                               | Brad Rau                  | Kevin Hopps                                   |
| Zeb, Sabine und Chopper sowie Ezra, der sich freiwillig meldet, um Kanan und Rex aus dem Weg zu gehen, machen sich auf den Weg zu einer medizinischen Basis der Alten Republik, um lebenswichtige medizinische Vorräte zu besorgen, und treffen dort auf den Fünften Bruder und die Siebte Schwester, einen weiteren Inquisitor. Die Siebte Schwester nimmt Ezra gefangen und verhört ihn über den Aufenthaltsort von Ahsoka Tano, während Sabine ebenfalls vom Fünften Bruder gefangen genommen wird. Zeb und Chopper retten sie schließlich und sie alle entkommen nur knapp den Inquisitoren und kehren zur Rebellenflotte zurück, wo Ezra Kanan gezielt nach den zusätzlichen Inquisitoren befragt. |           |                                    |                                     |                      |                                            |                           |                                               |
| 22 | 6         | Die Bruderschaft                   | Brothers of the Broken Horn         | 4. Nov. 2015         | 13. Nov. 2015                              | Saul Ruiz                 | Bill Wolkoff                                  |
| Ezra empfängt ein Notsignal von Vizagos Schiff. Ezra und Chopper beschließen, nachzusehen, was passiert ist. Als sie ankommen, stellen sie fest, dass das Schiff von Hondo Ohnaka übernommen wurde, der behauptet, es von Vizago in einem Sabacc-Spiel gewonnen zu haben. Ezra, der den Namen Lando Calrissian annimmt, arbeitet einen Deal aus, um Hondo im Austausch für einige dringend benötigte Energiegeneratoren zu helfen. Beeindruckt von Ezras Fähigkeiten, bietet Hondo ihm einen Platz in seiner Piratencrew an. Ezra und Chopper entdecken jedoch, dass Vizago in der Brigg seines Schiffes gefangen gehalten wird, und Ezra hilft ihm, sie zurückzubekommen, in der Hoffnung, einen nützlichen Kontakt für die Rebellen zu entwickeln. |           |                                    |                                     |                      |                                            |                           |                                               |
| 23 | 7         | Ein Meister seiner Kunst           | Wings of the Master                 | 11. Nov. 2015        | 20. Nov. 2015                              | Dave Filoni & Sergio Paez | Steven Melching                               |
| Die Phoenix-Staffel versucht, eine imperiale Blockade zu durchbrechen, um die Bedürftigen mit Nahrungsmitteln zu versorgen, aber ihr Transport wird zerstört und die Mission scheitert. Hera wird daraufhin beauftragt, zu einem Planeten zu fliegen, dessen Atmosphäre sehr schwierig zu durchfliegen ist, um ein Schiff zu holen, das von einem Mon Calamari namens Quarrie gebaut wird und die Blockade durchbrechen kann. Nachdem sie ihr Shuttle fast zum Absturz gebracht hat, überredet Hera Quarrie, sie das Schiff, das Blade Wing oder kurz B-Wing genannt wird, steuern zu lassen. Mit der Feuerkraft des Klingenflügels zerstört Hera im Alleingang eines der imperialen Blockadeschiffe und ermöglicht es der Ghost, die Blockade zu durchbrechen und die benötigten Vorräte zu liefern. |           |                                    |                                     |                      |                                            |                           |                                               |
| 24 | 8         | Blutsschwestern                    | Blood Sisters                       | 18. Nov. 2015        | 27. Nov. 2015                              | Bosco Ng                  | Kevin Hopps                                   |
| Sabine wird von Hera geschickt, um einen unbekannten Informationskurier zu beschaffen. Sie geht mit Ezra und Chopper und sie finden heraus, dass der Kurier ein klobiger Droide ist. Dann treffen sie auf Ketsu Onyo (Gina Torres), eine alte (Freundin) von Sabine, die als Kopfgeldjägerin arbeitet und nun hinter dem Droiden her ist. Als einige Stormtrooper das Feuer auf sie eröffnen, stehlen Sabine und Chopper ein Schiff und verlassen mit dem Droiden den Planeten, wobei Ezra leider zurückbleibt. Ketsu entkommt ebenfalls mit ihrem eigenen Schiff und nimmt nach einer Konfrontation mit Sabine Chopper gefangen, und die beiden treffen sich, um Droiden auszutauschen. Ihre Aktivitäten ziehen die Aufmerksamkeit eines imperialen Kreuzers auf sich, und die beiden tun sich zusammen, um zu entkommen, indem sie Sprengladungen an dem gestohlenen Schiff anbringen. Sabine wird niedergeschlagen und beinahe mit dem Schiff zurückgelassen, aber Ketsu rettet sie und die Explosion ermöglicht es ihnen, den Droiden zu einem Rebellenort zu fliegen und sich dann wieder mit Ezra und Hera zu treffen, bevor Ketsu in einer besseren Beziehung zu Sabine aufbricht. |           |                                    |                                     |                      |                                            |                           |                                               |
| 25 | 9         | Undercover beim Feind              | Stealth Strike                      | 25. Nov. 2015        | 4. Dez. 2015                               | Brad Rau                  | Matt Michnovetz                               |
| Ezra und Commander Sato werden gefangen genommen, als eine neue imperiale Waffe – ein experimenteller Interdictor-Kreuzer – eine Gravitationsquelle erzeugt, die stark genug ist, um Schiffe aus dem Hyperraum zu ziehen. Hera schickt Kanan, Rex und Chopper los, um sie zu retten. Mit einem gestohlenen Shuttle, einer Stormtrooper-Rüstung und Rex' Wissen über imperiale Codes und Protokolle infiltrieren sie den Kreuzer, obwohl Kanans anhaltendes Misstrauen gegenüber Rex die Mission zunächst behindert. Ezra und Chopper machen sich auf den Weg zum Reaktor, um den Kreuzer zu sabotieren, aber Rex wird gefangen genommen, als er und Kanan Sato und seine Crew zu ihrem Shuttle eskortieren. Kanan kehrt zurück, um Rex zu retten, und sie setzen eine Rettungskapsel ein, während Choppers Sabotage eine Überlastung der Schwerkraftprojektoren verursacht, die die anderen imperialen Kreuzer zum Interdictor zieht und ihn zerstört. |           |                                    |                                     |                      |                                            |                           |                                               |
| 26 | 10        | Die Zukunft der Macht              | The Future of the Force             | 2. Dez. 2015         | 11. Dez. 2015                              | Saul Ruiz                 | Bill Wolkoff                                  |
| Ahsoka teilt Kanan mit, dass sie ihre Nachforschungen über den Sith-Lord Darth Vader fortsetzt, aber es ist schwierig, Informationen über ihn zu finden. In der Zwischenzeit erhält sie Nachricht von zwei Koordinatensätzen, die das imperiale Netz durchqueren. Sie macht sich auf den Weg, um eine davon zu untersuchen, während sie Kanan, Ezra, Zeb und Chopper zu der anderen schickt. Ahsoka kommt zuerst an ihrem Zielort an, einem geplünderten Passagierschiff, das im Weltraum treibt, und findet überall Anzeichen von Waffenschäden. Die einzige Überlebende, eine Großmutter, behauptet, zwei Redblades hätten ihr Enkelkind entführt und seien verschwunden. Ahsoka informiert das Team an ihrem Zielort auf einem entfernten Planeten, dass die beiden Inquisitoren darin verwickelt sind. Zeb und Chopper finden die Jäger der Inquisitoren im Raumhafen und holen das in einem von ihnen aufbewahrte Baby zurück, bevor sie sie zerstören, während Kanan und Ezra die verzweifelte Mutter des zweiten Kindes finden. Chopper bringt das erste Kind zum Phantom-Shuttle, während Zeb die Inquisitoren auf der Straße antrifft, nachdem er einen fliehenden Droiden von dem zweiten Baby befreit hat. Kanan, Zeb und Ezra entdecken, dass die Kinder machtsensitiv sind und von den Inquisitoren ins Visier genommen wurden, um sicherzustellen, dass sie keine Jedi werden. Sie versuchen, die Inquisitoren auf ihrem Weg zurück zum Shuttle durch einen Wohnblock abzuhängen, werden aber von ihnen überwältigt. Ahsoka taucht auf und besiegt die beiden Inquisitoren mit Leichtigkeit, während der Rest flieht. Sie nutzt die Macht, um hochzuspringen und sich ihnen im Shuttle anzuschließen, während es über ihnen vorbeifliegt. Die Rebellen entkommen, aber erst, nachdem einer der Sondendroiden der Siebten Schwester gehört hat, dass Ezra sagt, dass sie zum Planeten Garel fliegen. |           |                                    |                                     |                      |                                            |                           |                                               |
| 27 | 11        | Das Geheimnis des Gefangenen X10   | Legacy                              | 9. Dez. 2015         | 18. Dez. 2015                              | Mel Zwyer                 | Henry Gilroy                                  |
| Ezra hat einen lebhaften Traum über seine Eltern, von dem er überzeugt ist, dass es eine Vision ist, die ihn über ihr Schicksal aufklären wird. Hera und Kanan enthüllen, dass sie monatelang heimlich imperiale Gefängnisse untersucht haben und von einem kürzlichen Gefängnisausbruch erfahren haben. Als die Ghost sich darauf vorbereitet, nach Lothal zurückzukehren, um Ezras Visionen zu untersuchen, trifft die imperiale Flotte aufgrund der Informationen des Sondendroiden der Siebten Schwester auf Garel ein. Ezra und Kanan fliehen mit der Phantom nach Lothal, während die Ghost zurückbleibt, um die Flucht der Rebellenflotte zu unterstützen. Auf Lothal folgt Ezra einer Loth-Katze, die ihm in seinem Traum erschienen ist, zum Gefangenen X-10, einem der Entflohenen, der der ehemalige Gouverneur von Lothal, Ryder Azadi, ist. Azadi erzählt Ezra, dass seine Eltern seine Sendung gehört und sie dazu inspiriert haben, den Gefängnisausbruch zu organisieren, bei dem er geflohen ist, aber Ezras Eltern wurden bei dem Ausbruch getötet. Ezra ist zwar traurig über den Tod seiner Eltern, aber er findet Trost darin, dass sie seine Botschaft gehört haben, und Kanan tröstet ihn, indem er ihm sagt, dass seine Eltern in ihm weiterleben. |           |                                    |                                     |                      |                                            |                           |                                               |
| 28 | 12        | Eine Prinzessin auf Lothal         | A Princess on Lothal                | 20. Jan. 2016        | 11. Apr. 2016                              | Bosco Ng                  | Steven Melching                               |
| Während Ezra sich mit der Nachricht über seine Eltern auseinandersetzt, schmieden die Rebellen mit Senator Bail Organa Pläne, um drei dringend benötigte Kreuzer zu beschaffen. Die Mission wird von einer Agentin geleitet, die der Senator persönlich ausgewählt hat: seiner Tochter, Prinzessin Leia. Leia trifft sich mit Kanan und Ezra und plant, die Rebellen ihre Schiffe (stehlen) zu lassen, um die Unterstützung durch Alderaan nicht zu verraten. Ihre Pläne werden jedoch durchkreuzt, als sich die imperialen Sicherheitskräfte als viel stärker als erwartet erweisen. Das Trio schließt sich wieder mit dem Rest der Ghost-Besatzung zusammen und rettet Azadi vor einer imperialen Patrouille. Leia inspiriert die Crew dann zu einem Plan, um die Kreuzer zu stehlen, wobei Leia die Wachen ablenkt, während das Phantom Luftunterstützung leistet und Azadi die Schwerkraftschleusen der Kreuzer deaktiviert. Der Plan ist erfolgreich: Die Rebellen stehlen alle drei Kreuzer, während Leia den Imperialen die Schuld dafür gibt, dass sie sie nicht schützen konnten. Inspiriert durch die Aktionen von Leia und den Rebellen, beschließt Azadi, sich der Sache anzuschließen. |           |                                    |                                     |                      |                                            |                           |                                               |
| 29 | 13        | Der Beschützer von Concord Dawn    | The Protector of Concord Dawn       | 27. Jan. 2016        | 12. Apr. 2016                              | Brad Rau                  | Henry Gilroy & Kevin Hopps                    |
| Während das Imperium seinen Kordon um Lothal enger zieht, suchen die Rebellen nach einer neuen Schmuggelroute. Hera und Sabine machen sich auf den Weg zur Welt Concord Dawn, um die Beschützer, die mandalorianische Fraktion, die diese Welt kontrolliert, um eine sichere Passage zu bitten. Die Beschützer offenbaren jedoch, dass sie sich auf die Seite des Imperiums geschlagen haben und greifen sofort an. Hera und Sabine entkommen, aber Hera wird schwer verwundet. Kanan und Sabine kehren zur Concord Dawn zurück, wobei Kanan immer noch mit den Beschützern verhandeln und Sabine sich für Hera rächen will. Sie entdecken, dass der Anführer der Beschützer, Fenn Rau (Kevin McKidd), vom Imperium bestochen wird. Kanan trifft sich mit Rau und erfährt, dass Rau ihm während der Klonkriege das Leben gerettet hat. Währenddessen versucht Sabine, die Jäger der Beschützer zu sabotieren, wird aber erwischt. Sie offenbart den Beschützern, dass sie aus dem Haus Vizsla stammt, und fordert Rau zu einem Einzelkampf heraus. Gemeinsam nehmen Kanan und Sabine Rau gefangen, und er erklärt sich bereit, den Rebellen die sichere Durchreise durch Concord Dawn zu ermöglichen. |           |                                    |                                     |                      |                                            |                           |                                               |
| 30 | 14        | Die Legenden der Lasat             | Legacy of Lasan                     | 3. Feb. 2016         | 13. Apr. 2016                              | Saul Ruiz                 | Matt Michnovetz                               |
| Auf einen Hinweis von Hondo hin rettet die Ghost-Crew zwei Lasats aus der Gewahrsam des Imperiums: Chava den Weisen und Gron, die beide Zeb als Hauptmann der Lasan-Ehrengarde erkennen. Chava und Gron erklären, dass sie nach der mythischen Welt von Lira San suchen, wo die überlebenden Lasats Zuflucht finden können. Zeb zögert jedoch, zu helfen, da er Schuldgefühle hat, weil er es versäumt hat, Lasan vor dem Imperium zu schützen. Mit etwas Ermutigung von Ezra verwandelt Zeb sein Bo-Gewehr in seine wahre Form und kombiniert es mit Chavas Stab, wodurch Lira Sans Standort im unbekannten Wild Space enthüllt wird. Allerdings wird ihnen der Weg durch eine dichte Ansammlung von Schwarzen Löchern versperrt, während Agent Kallus sie verfolgt. Im Vertrauen auf Chavas Weisheit nutzt Zeb die Energie seines Bo-Gewehrs, um ein Schutzfeld um den Geist herum zu errichten, damit dieser sicher durch den Schwarzen-Loch-Cluster navigieren kann. Auf der anderen Seite finden sie die Welt von Lira San, dem wahren Heimatplaneten des Lasat-Volkes. Nachdem er Chava und Gron abgesetzt hat, beschließt Zeb, auf der Ghost zu bleiben, um weitere Lasat-Überlebende zu finden, die er zurück nach Lira San führen kann. In dieser Episode werden die (alten) Namen der Seiten der Macht erstmals von Chava enthüllt, indem er die helle Seite Ashla und die dunkle Seite Bogan nennt und von The Bendu auf Atollon in einer späteren Episode von Rebels wiederholt wird. |           |                                    |                                     |                      |                                            |                           |                                               |
| 31 | 15        | Die Reise der Purrgils             | The Call                            | 10. Feb. 2016        | 14. Apr. 2016                              | Mel Zwyer                 | Bill Wolkoff                                  |
| Die Ghost-Crew hat die Mission, eine Treibstofflieferung der Bergbaugilde an das Imperium zu erbeuten, um die schwindenden Vorräte der Rebellenflotte wieder aufzufüllen. Auf seiner Reise zur Asteroidenraffinerie der Gilde trifft der Geist auf einen Schwarm schnurrender, weltraumreisender Kreaturen, die Hera für gefährlich hält. Ezra stellt jedoch über die Macht Kontakt zu ihnen her und erfährt, dass seine Crew und der Purrgil tatsächlich dasselbe grundlegende Ziel verfolgen, wenn auch mit leicht unterschiedlichen Prioritäten. Als die Crew die Basis der Bergbaugilde erreicht, stellt sie fest, dass die Bergbaugilde versucht, den Purrgil auszurotten. Kanan plant, die Basis zu überfallen und die Lieferung zu stehlen, während er den Rest des Treibstoffs anzündet, um eine Ablenkung zu schaffen. Ezra hält ihn jedoch davon ab, als ihm klar wird, dass auch die Purrgils den Treibstoff brauchen. Wenn es so aussieht, als würden die Streitkräfte der Bergbaugilde die Besatzung überwältigen, treffen die Purrgil ein und greifen die Bergbaugilde an, um der Besatzung die Zeit zu geben, die sie benötigen, um mit dem Treibstoff zu fliehen. Als der Geist davonfliegt, sieht die Crew, wie das Purrgil in den Hyperraum fliegt, was Gerüchte bestätigt, dass es sich um eine wandernde Spezies handelt, die ohne Technologie schneller als Licht reisen kann. |           |                                    |                                     |                      |                                            |                           |                                               |
| 32 | 16        | Der Freiheitskämpfer               | Homecoming                          | 17. Feb. 2016        | 15. Apr. 2016                              | Bosco Ng                  | Steven Melching                               |
| Um ihren Kämpfern einen sicheren Unterschlupf zu bieten, planen die Rebellen die Eroberung eines imperialen Flugzeugträgers, der derzeit über Ryloth, Heras Heimatplaneten, stationiert ist. Um die Mission durchzuführen, kontaktiert die Ghost-Crew Heras Vater, den berühmten Twi'lek-Widerstandskämpfer Cham Syndulla. Cham möchte den Träger jedoch als Machtdemonstration zerstören und willigt nur widerwillig ein, ihn zu erobern. Hera erzählt Ezra später, dass sie und ihr Vater nicht in bester Verfassung sind, da Hera glaubt, dass Cham vom Twi'lek-Widerstand besessen ist, während Cham glaubt, dass Heras Glaube an die Rebellion fehlgeleitet ist. Hera steuert einen erbeuteten TIE-Bomber und schleust die Besatzung und Chams Team erfolgreich in den Träger ein, doch Chams Team verrät sie und versucht, den Träger zu zerstören. Ezra nutzt einen Jedi-Gedankentrick gegen den Kapitän, um die Besatzung dazu zu bringen, das Schiff zu verlassen, während Zeb und Sabine Chams Männer unterwerfen. Hera überredet Cham, ihr zu helfen, und sie zerstören einen verfolgenden imperialen Kreuzer und erreichen damit die Demonstration, die Cham wollte. Nachdem Hera und Cham den Träger zur Rebellenflotte hinzugefügt haben, versöhnen sie sich, bevor sich ihre Wege trennen. |           |                                    |                                     |                      |                                            |                           |                                               |
| 33 | 17        | Eis und Ehre                       | The Honorable Ones                  | 24. Feb. 2016        | 18. Apr. 2016                              | Brad Rau                  | Kevin Hopps                                   |
| Die Ghost-Crew erhält einen Hinweis auf imperiale Aktivitäten rund um den Planeten Geonosis und macht sich auf die Suche, stellt jedoch fest, dass es auf dem Planeten keinerlei Leben gibt und es keine Beweise dafür gibt, dass im Orbit eine große Waffe gebaut wurde. Als die Besatzung eines der verlassenen Baumodule betritt, gerät sie in einen Hinterhalt von Agent Kallus. Der größte Teil der Besatzung kann zurück zum Schiff fliehen, doch Zeb ist gezwungen, eine Rettungskapsel zu nehmen. Kallus verfolgt Zeb in die Kapsel, die während ihres Kampfes beschädigt wird, und das Paar landet auf einem der eisigen Monde von Geonosis. Kallus‘ Bein wird bei dem Absturz verletzt und er und Zeb sind gezwungen, zusammenzuarbeiten, um zu überleben, indem sie feindliche Monster abwehren und aus der Höhle klettern, in der sie gefangen sind. Dabei gesteht Kallus Zeb, dass er Lasats als Krieger respektiert. mag sie aber nicht, weil sein erster Trupp von einem Lasat ausgelöscht wurde. Er enthüllt auch, dass er mit der Entscheidung des Imperiums, die Lasats auszurotten, nicht einverstanden war und dass ihm das Bo-Gewehr, das er angeblich einem toten Lasat-Ehrengardisten gestohlen hatte, tatsächlich von dem Wachmann gegeben wurde, nachdem er ihn in einem ehrenvollen Duell besiegt hatte. Sobald sie die Oberfläche erreichen, aktivieren sie ihren Notfalltransponder. Kurz darauf kommt der Geist, um Zeb zu retten. Kallus möchte sein Risiko eingehen und auf die Rettung des Imperiums warten, anstatt ein Gefangener der Rebellen zu sein, und sowohl er als auch Zeb trennen sich mit neu gewonnenem Respekt voreinander. Als Kallus zu seinem Sternenzerstörer zurückkehrt, wird er selbst für imperiale Verhältnisse eher kühl begrüßt und die Episode endet damit, dass er tief in Gedanken in seinem Quartier sitzt. |           |                                    |                                     |                      |                                            |                           |                                               |
| 34 | 18        | Verborgene Dunkelheit              | Shroud of Darkness                  | 2. März 2016         | 19. Apr. 2016                              | Saul Ruiz                 | Henry Gilroy                                  |
| Nachdem Ezra und Kanan sich erneut mit den Inquisitoren auseinandergesetzt haben, kommen sie zu dem Schluss, dass es für sie nicht sicher ist, sich in der Nähe der Rebellen aufzuhalten, während sie im Visier des Imperiums stehen, und beschließen, Rat von Ahsoka einzuholen. Auf ihren Rat hin machten sich die drei auf den Weg zum Jedi-Tempel auf Lothal, wo jeder eine eigene Vision hat; Ezra von Meister Yoda, Kanan von der Tempelwache, die ihn auf die Probe stellt, und Ahsoka von Anakin/Vader. Während die Inquisitoren die Gruppe zum Tempel verfolgen und sich den Weg ins Innere erzwingen, wird Ezra von Yoda aufgefordert, Malachor zu finden. Kanan wird von der Wache, die sich als ehemaliger Großinquisitor zu erkennen gibt, gewarnt, sich vor Ezras Hinwendung zur dunklen Seite zu hüten, indem er Kanan den offiziellen Rang eines Jedi-Ritters verleiht, einen Rang, den er aufgrund der Ausführung des Befehls 66 und der Vernichtung des Jedi-Ordens nie erreichen konnte. Während ihrer Vision sieht sich Ahsoka mit ihren Schuldgefühlen konfrontiert, weil sie beim Fall des Ordens nicht anwesend war Die Jedi akzeptieren gleichzeitig die Tatsache, dass ihr früherer Meister, Anakin Skywalker, zum Sith-Lord Darth Vader geworden ist. Die drei entkommen, während die Schatten der Tempelwächter die Inquisitoren abwehren. Vader und die Truppen des Imperiums treffen als Ahsoka im Tempel ein informiert Ezra, dass Malachor keine Person, sondern ein Ort ist. |           |                                    |                                     |                      |                                            |                           |                                               |
| 35 | 19        | Der vergessene Droide              | The Forgotten Droid                 | 16. März 2016        | 20. Apr. 2016                              | Mel Zwyer                 | Matt Michnovetz                               |
| Während einer Mission der Ghost-Besatzung, um Treibstoff zu stehlen, stiehlt Chopper eine Ersatzstrebe für sein Originalbein. Chopper wird von der Ghost-Besatzung getrennt und strandet auf einem imperialen Frachter. Er wird schließlich vom Inventardroiden AP-5 entdeckt, der ihn nicht meldet, als er erfährt, dass Chopper ein Veteran der Klonkriege ist, genau wie er. AP-5 beschwert sich bei Chopper, dass das Imperium seine frühere Rolle als Stratege nicht zu schätzen weiß und die Besatzung des Frachters ihn ständig schlecht behandelt. Chopper entfernt AP-5s Fesselbolzen, und die beiden arbeiten zusammen, um die Besatzung im Frachtraum gefangen zu halten und ihn vom Schiff zu trennen. Chopper nimmt Kontakt mit der Ghost auf, und AP-5 warnt sie, dass das Imperium ihr Ziel kennt und ihnen eine Falle gestellt hat. AP-5 wird vom Kapitän des Frachters erschossen, als er neue Koordinaten übermittelt, aber die Ghost-Besatzung repariert ihn mit Teilen des von Chopper gestohlenen Beins. |           |                                    |                                     |                      |                                            |                           |                                               |
| 36 | 20        | Kampf um die Basis                 | The Mystery of Chopper Base         | 23. März 2016        | 21. Apr. 2016                              | Bosco Ng                  | Steven Melching                               |
| Nachdem die Rebellenflotte endlich einen Planeten gefunden hat, der vor dem Imperium sicher ist, landet sie, um ihren Stützpunkt einzurichten. Einer ihrer Späher wird jedoch vermisst, nachdem er ein Sensorband aufgestellt hat. Sabine und Rex gehen der Sache nach, als sie von einem Schwarm Krykna-Spinnen angegriffen werden. Sabine wird von der Ghost-Crew gerettet, aber Rex wird von den Spinnen gefangen genommen. Die Crew folgt ihnen und rettet Rex, kann aber nicht entkommen, als sie feststellt, dass die Spinnen die Ghost mit einem Netz gefangen haben. Sabine entdeckt, dass die Spinnen nicht in die Nähe der Sensoren kommen können, die sie aufgestellt hatten, und benutzt einen, um sie abzuwehren, während der Rest der Mannschaft das Netz durchschneidet und entkommt. Zurück in der Basis verwenden die Rebellen, anstatt den Planeten zu verlassen, ihre Sensoren als behelfsmäßige Barriere, um die Spinnen fernzuhalten. Ezra, Kanan und Ahsoka beschließen, nach Malachor zu fliegen, um einen Weg zu finden, mit den Inquisitoren fertig zu werden. |           |                                    |                                     |                      |                                            |                           |                                               |
| 37 | 21        | Ezras Versuchung – Teil 1          | Twilight of the Apprentice: Part I  | 30. März 2016        | 22. Apr. 2016                              | Dave Filoni               | Dave Filoni & Simon Kinberg & Steven Melching |
| 38 | 22        | Ezras Versuchung – Teil 2          | Twilight of the Apprentice: Part II | 30. März 2016        | 22. Apr. 2016                              | Dave Filoni               | Dave Filoni & Simon Kinberg & Steven Melching |
| Ahsoka, Ezra, Kanan und Chopper kommen auf der Suche nach Wissen auf Malachor an – einer Sith-Welt, die den Jedi lange Zeit verboten war – und entdecken eine Höhle mit einem Sith-Tempel inmitten eines alten Schlachtfelds zwischen Sith und Jedi, die Lichtschwerter kreuzten. Schon bald werden sie von einem neuen Inquisitor, dem Achten Bruder, angegriffen, der einen mysteriösen Einsiedler jagt, der sich selbst „Alter Meister“ nennt. Als Ezra dem Einsiedler begegnet, gibt er sich als Maul (Sam Witwer) zu erkennen und bietet Ezra an, ihm zu helfen, in den Tempel zu gelangen und ein Sith-Holocron zu bergen. Als die anderen Inquisitoren eintreffen und Darth Vader vor ihrer Anwesenheit warnen, überzeugt Ezra die Gruppe, trotz Kanans Befürchtungen, dass Maul seinen Schüler korrumpiert, zusammenzuarbeiten, was es ihnen schließlich ermöglicht, die drei Inquisitoren zu töten. Maul verrät die Gruppe jedoch bald und blendet Kanan mit seinem Lichtschwert, um seine wahren Absichten zu enthüllen, Ezra zu seinem Lehrling zu machen. Obwohl er blind ist, zieht Kanan die Maske eines gefallenen Jedi-Tempelwächters an und wirft Maul von der Spitze des Tempels. Ahsoka stellt sich schließlich Darth Vader – der Ezra in die Enge getrieben und sein Lichtschwert zerstört hat – und findet sich mit seiner Identität als Anakin Skywalker ab, als sie ihn zu einem Duell herausfordert, während Kanan und Ezra das Sith-Holocron entfernen. Ahsoka, die ihren alten Meister nicht im Stich lassen kann, bleibt im zerfallenen Tempel und hält Vader auf, während Ezra, Kanan und Chopper vom Planeten fliehen und sich mit der Ghost-Besatzung wiedertreffen. Maul flieht in einem der Schiffe des Inquisitors von Malachor, während Vader, der die Zerstörung des Tempels überlebt hat, davonläuft, während ein Convor von oben zusieht und eine unbekannte Gestalt kurz in den Schatten humpelt. Während die Ghost-Besatzung versucht, mit ihren Verlusten fertig zu werden, meditiert Ezra weiter über das Sith-Holocron und schafft es schließlich, es zu öffnen. |           |                                    |                                     |                      |                                            |                           |                                               |

## Staffel 3
Im November 2015 wurde bestätigt, dass die Serie eine dritte Staffel bekommt. Der Film (Episode 1 und 2) wurde schon bei der Star Wars Celebration in London am 16. Juli 2016 gezeigt.
| Nr. (ges.) | Nr. (St.) | Deutscher Titel                        | Originaltitel             | Erstausstrahlung USA | Deutschsprachige Erstausstrahlung (D/A/CH) | Regie        | Drehbuch                          |
| --- | --------- | -------------------------------------- | ------------------------- | -------------------- | ------------------------------------------ | ------------ | --------------------------------- |
| 39 | 1         | Ein dunkles Geheimnis – Teil 1         | Steps Into Shadow: Part 1 | 24. Sep. 2016        | 5. Dez. 2016                               | Bosco Ng     | Steven Melching & Matt Michnovetz |
| 40 | 2         | Ein dunkles Geheimnis – Teil 2         | Steps Into Shadow: Part 2 | 24. Sep. 2016        | 5. Dez. 2016                               | Mel Zwyer    | Steven Melching & Matt Michnovetz |
| Sechs Monate nach den Ereignissen der vorigen Staffel führt Ezra eine Mission an, um Hondo Ohnaka aus einem imperialen Gefängnis zu befreien. Dabei führt er ein neues Lichtschwert und zeigt Machtfähigkeiten, die er aus dem Sith-Holocron gelernt hat. Hondos Informationen betreffen ein Geschwader von Y-Wings, das in einer imperialen Werft zerstört werden soll, und die Rebellen machen sich auf den Weg, um es sich anzueignen, wobei Ezra das Kommando über die Mission erhält. Kanan hat unterdessen mit seiner Blindheit zu kämpfen, als er Ezras Verwendung des Holocrons entdeckt und es konfisziert, bevor er durch einen mysteriösen Ruf in die Wildnis von Atollon gerufen wird, der sich als Ruf des Bendu (Tom Baker) herausstellt, eines uralten Machtanwenders, der weder Jedi noch Sith ist. In der Zwischenzeit beschließt Gouverneur Pryce, dass die wachsende Bedrohung durch die Rebellen eine größere Reaktion erfordert, und fordert die Siebte Flotte an, die, wie sich herausstellt, von dem kürzlich beförderten Großadmiral Thrawn (Lars Mikkelsen) angeführt wird. Der Bendu hilft Kanan zu erkennen, dass die Macht ihm Fähigkeiten verleiht, die sein verlorenes Augenlicht wiederherstellen können, und als er merkt, dass Ezra auf der Mission in Gefahr ist, geht Kanan los, um ihm zu helfen, und lässt das Holocron beim Bendu. Die Rebellen sichern eine Handvoll Raumjäger, verlieren aber das Phantom, nachdem Ezra die Schiffswerft zum Absturz gebracht hat, und nur das rechtzeitige Eintreffen der Ghost und anderer Rebellenschiffe rettet sie, nachdem Thrawn festgestellt hat, dass sie es nicht mit der gesamten Rebellenflotte zu tun haben und seinen Truppen befiehlt, ihnen die Flucht zu ermöglichen. Ezra ist suspendiert, bedankt sich aber bei Kanan, dass er wieder dabei ist, während die Rebellen erfahren, dass die Y-Wings an General Dodonnas Einheit geliefert werden sollen. |           |                                        |                           |                      |                                            |              |                                   |
| 41 | 3         | Die Holocrons des Schicksals           | The Holocrons of Fate     | 1. Okt. 2016         | 6. Dez. 2016                               | Steward Lee  | Henry Gilroy                      |
| Kanan und Ezra sind zu einem Treffen mit einer Korvette der Rebellen verabredet, die angegriffen wurde. Sie finden einen Überlebenden, der behauptet, er sei von einer „roten Klinge“ geschnitten und gezwungen worden, den Aufenthaltsort der Ghost-Besatzung zu verraten. Sie nehmen Kontakt zu Hera auf, um zu erfahren, dass Maul sie bereits gefangen genommen hat. Kanan und Ezra vereinbaren, Maul sowohl die Sith- als auch die Jedi-Holocrons zu übergeben. Wenn nicht, wird der Rest der Ghost-Besatzung sterben. Kanan und Ezra kehren zum Bendu zurück, um das Sith-Holocron zu holen. Der Bendu testet Kanan und Ezra zunächst, indem er sie durch eine Höhle navigieren lässt, die von den auf Atollon heimischen Krykna-Hexapodenspinnen befallen ist. Kanan bringt Ezra bei, sich zwischen den Spinnen zu bewegen, ohne sie zu alarmieren, und das Holocron zu bergen. Der Bendu warnt die beiden, dass die Kombination der Holocrons der Jedi und der Sith dem Träger unermessliches Wissen verleihen würde, allerdings zu einem hohen Preis. Kanan und Ezra treffen sich daraufhin mit Maul. Kanan rettet die Ghost-Besatzung, während Maul die Holocrons mit Ezra kombiniert. Ezra fragt, wie man das Imperium besiegen kann, während Maul nach dem Verbleib von jemandem fragt. Kanan unterbricht den Prozess, bevor er abgeschlossen werden kann, aber Ezra und Maul spüren, dass die Antworten auf ihre beiden Fragen auf „einem Planeten mit Zwillingssonnen“ zu finden sind. Maul flieht und murmelt schadenfroh „er lebt“. Ezra erhält Visionen von verschiedenen Orten, kann sich aber keinen Reim darauf machen, und Kanan versichert ihm, dass sie die Antworten finden werden. |           |                                        |                           |                      |                                            |              |                                   |
| 42 | 4         | Die imperiale Flugakademie             | The Antilles Extraction   | 8. Okt. 2016         | 7. Dez. 2016                               | Saul Ruiz    | Gary Whitta                       |
| Die Rebellion erleidet schwere Verluste durch imperiale Hinterhalte auf ihre Konvois, und es droht, dass ihr die Piloten ausgehen. Glücklicherweise erhalten sie von einem neuen „Fulcrum“ den Tipp, dass mehrere imperiale Kadetten an der Skystrike Academy bereit sind, überzulaufen. Sabine wird ausgewählt, die Akademie zu infiltrieren, und sie lernt einen Kadettenkollegen namens Wedge Antilles (Nathan Kress) kennen und freundet sich mit ihm an. Ezra und Kanan warten im Weltraum mit einem Transport, um Sabine zu evakuieren, sobald sie die Überläufer gefunden hat. Währenddessen treffen Gouverneur Pryce und Agent Kallus an der Akademie ein, um die Überläufer aufzuspüren. Sabine findet heraus, dass Wedge einer der Überläufer ist, und versichert ihm, dass sie ihn und seine Freunde Hobbie und Rake zur Rebellion bringen wird. Pryce organisiert daraufhin eine Falle, indem er einen Trainingsflug im Weltraum arrangiert. Sabine und Wedge schlucken den Köder, müssen aber feststellen, dass ihre Jäger sabotiert wurden. Sabine, Wedge und Hobbie werden gefangen genommen und Rake wird getötet, während Ezra und Kanan zum Rückzug gezwungen werden. Pryce versucht, Sabine zu verhören, aber Sabine schlägt sie k.o. und entkommt, wobei sie auch Wedge und Hobbie befreit. Kallus hilft Sabine heimlich, um seine Schulden bei Zeb zu begleichen. Sabine und Wedge stehlen einen TIE-Bomber, treffen sich mit Ezra und kehren sicher zur Rebellenbasis zurück. |           |                                        |                           |                      |                                            |              |                                   |
| 43 | 5         | Helden vergangener Zeiten              | Hera’s Heroes             | 15. Okt. 2016        | 8. Dez. 2016                               | Mel Zwyer    | Nicole Dubuc                      |
| Die Ghost-Besatzung unternimmt eine Versorgungsfahrt zum Twi'lek-Widerstand auf Ryloth, nur um von Cham zu erfahren, dass die Imperialen unter Thrawns Führung begonnen haben, die Oberhand zu gewinnen, und ihr Haus erobert und zu ihrem Hauptquartier gemacht haben. Das bedeutet auch, dass sich ihr „Kalikori“, ein wichtiges Familienerbstück, ebenfalls in imperialer Hand befindet. Entschlossen, ihr Kalikori zurückzuholen, beschließt Hera, in ihr Haus zurückzukehren und das imperiale Hauptquartier zu infiltrieren. Sie und Ezra schleichen sich in den Stützpunkt, während der Rest der Besatzung und Cham die imperialen Patrouillen ablenken. Doch Thrawn sieht Heras Handeln voraus und nimmt sie und Ezra gefangen. Er beschließt, ihr Kalikori für sich zu behalten. Er arrangiert dann einen Deal mit Cham, bei dem Hera und Ezra verschont werden, wenn Cham sich stellt. Mit Choppers Hilfe schafft Hera jedoch eine Ablenkung, indem sie ihr Haus und das imperiale Hauptquartier mit Sprengstoff zerstört, und alle fliehen mit dem Ghost. In der Zwischenzeit beobachtet Thrawn das ganze Geschehen und ist beeindruckt von Heras Einfallsreichtum und beschließt, die Rebellen entkommen zu lassen. Zurück auf der Ghost versichert Hera ihrer Besatzung, dass sie zwar nicht in der Lage war, ihr Kalikori wiederzuerlangen, dass aber das Wichtigste ist, dass sie wieder bei ihrer Familie und ihren Freunden ist. |           |                                        |                           |                      |                                            |              |                                   |
| 44 | 6         | Die Rückkehr der Kampfdroiden          | The Last Battle           | 22. Okt. 2016        | 9. Dez. 2016                               | Bosco Ng     | Brent Friedman                    |
| Bei einer Bergungsmission auf einem alten Schlachtfeld der Klonkriege unter der Führung von Captain Rex wird die Ghost-Crew von einer Einheit alter Kampfdroiden gefangen genommen. Ihr Kommandant, ein Supertaktischer Droide namens „General Kalani“[46], hatte sich dem armeeweiten Abschaltbefehl entzogen und will nun seine Streitkräfte gegen Rex und die Jedi antreten lassen, um ein für alle Mal festzustellen, ob die Streitkräfte der Separatisten oder der Republik überlegen sind. Während Rex, Ezra und Kanan gegen die Droiden kämpfen, schleicht sich Chopper davon und sendet ein Notsignal an Hera und Sabine. Ezra entdeckt Chopper unmittelbar danach, wobei Chopper auch ein Trio intakter und noch raumtauglicher neimoidianischer Shuttles entdeckt hat. Doch auch das Imperium empfängt den Notruf und entsendet eine Angriffstruppe. Rex und die Jedi erreichen „Kalani“, und Ezra weist ihn darauf hin, dass weder die Republik noch die Separatisten die Klonkriege gewonnen haben, sondern beide vom Imperium besiegt wurden. Ezra merkt außerdem an, dass die Separatisten ursprünglich gegen die Tyrannei gekämpft haben und die Kampfdroiden daher natürlich gegen das Imperium sein sollten. „Kalani“ sieht die Logik in Ezras Worten, und die Ghost-Besatzung und die Droiden arbeiten zusammen, um den imperialen Angreifern in zwei der drei alten neimoidianischen Shuttles zu entkommen, die Chopper gefunden hat; das Shuttle, mit dem die Spectres entkommen, ersetzt die verlorene Phantom. Da die Rebellion weniger als 1 % Aussicht auf Erfolg gegen das Imperium hat, trennt sich „Kalani“ freundschaftlich von den Rebellen. Rex beglückwünscht Ezra zu dem, was kein Senator, Klon oder Jedi jemals geschafft hat: Klone und Kampfdroiden davon zu überzeugen, ihre Differenzen beizulegen und Frieden zu schließen. |           |                                        |                           |                      |                                            |              |                                   |
| 45 | 7         | Verräter auf Concord Dawn              | Imperial Supercommandos   | 5. Nov. 2016         | 10. Dez. 2016                              | Steward Lee  | Christopher Yost                  |
| Sabine versucht weiterhin, Fenn Rau davon zu überzeugen, dass sich seine Beschützer offiziell der Rebellion anschließen sollen, aber Fenn bleibt Mandalore treu ergeben. Als der Kontakt zu den Beschützern abbricht, werden Sabine, Ezra und Chopper mit Fenn losgeschickt, um nachzuforschen. Als sie ankommen, finden sie den Stützpunkt der Beschützer jedoch völlig zerstört vor. Nachdem sie einen imperialen Sondendroiden zerstört haben, trifft ein Trupp imperialer Mandalorianer unter der Führung von Gar Saxon ein, um die Sache zu untersuchen. Ezra und Chopper werden gefangen genommen, während Sabine und Fenn entkommen. Während er Gar ausspioniert, erkennt Fenn, dass das Imperium ihn und die Beschützer von Anfang an vernichten wollte, und er beschließt, sich mit Sabine zu verbünden. Sabine rettet Ezra und Chopper, aber Fenn scheint sie zu verraten, als er ihr Shuttle nimmt und ohne sie flieht. Gar erklärt, wie Sabines Übertritt zur Rebellion Schande über ihre Familie gebracht hat, die nun dem Imperium die Treue geschworen hat. Sabine, Ezra und Chopper versuchen, vor Gar und seinen Männern zu fliehen, und werden dabei von Fenn unterstützt, der ihnen zur Flucht verhilft, aber nicht bevor Sabine Gar im Nahkampf besiegt hat. Fenn, beeindruckt von Sabines Loyalität zur Rebellion und ihren Freunden, beschließt, sich der Rebellion offiziell anzuschließen. |           |                                        |                           |                      |                                            |              |                                   |
| 46 | 8         | Der Spitzenpilot                       | Iron Squadron             | 19. Nov. 2016        | 11. Dez. 2016                              | Saul Ruiz    | Matt Michnovetz                   |
| Die Ghost-Besatzung trifft auf einem Planeten ein, um bei der Evakuierung von imperiumsfeindlichen Dissidenten zu helfen. Sie werden von einem anderen bewaffneten Frachter unterstützt, der sich als Iron Squadron zu erkennen gibt. Commander Sato erklärt, dass die Iron Squadron früher von seinem Bruder angeführt wurde, der jedoch im Kampf getötet wurde, so dass die Staffel nun von seinem eigenwilligen Neffen Mart (Zachary Gordon) geführt wird. Während der Rest der Crew die Dissidenten evakuiert, gehen Ezra und Sabine an Bord des Schiffes der Iron Squadron und treffen Mart und seine Crew. Doch sie sind jung und unerfahren, und ihr Hyperraumantrieb ist nicht funktionsfähig. Als Thrawn von Iron Squadron erfährt, schickt er eine größere Streitmacht. Ezra, Sabine und Marts Crew fliehen, während Mart zurückbleibt und versucht, die Imperialen zu bekämpfen, aber sein Frachter wird zerstört. Die Ghost-Besatzung und Commander Sato kehren zurück, um Mart zu retten, und entkommen nur knapp Thrawns Hinterhalt. Mart und seine Freunde sind nun in Sicherheit und beschließen, sich den Rebellen anzuschließen. |           |                                        |                           |                      |                                            |              |                                   |
| 47 | 9         | Die Piraten-Rebellen                   | The Wynkahthu Job         | 26. Nov. 2016        | 12. Dez. 2016                              | Mel Zwyer    | Gary Whitta                       |
| Die Rebellen bilden eine unbehagliche Allianz mit Hondo, um in ein verlassenes imperiales Schiff einzubrechen und dessen wertvolle Fracht zu stehlen, wobei Hondo ihnen im Gegenzug eine Lieferung von Protonenbomben verspricht. Das Frachtschiff befindet sich jedoch gefährlich nahe an einem schweren Sturm, was jeden Bergungsversuch gefährlich macht. Sie nehmen die Hilfe von AP-5 in Anspruch, aber Kanan und Hera sind besorgt, dass Ezra Hondo zu viel Vertrauen schenkt. Die Gruppe entert das Schiff und findet die gesuchte Fracht. Als sie die Fracht auf die Ghost laden, werden sie jedoch von imperialen Wachdroiden angegriffen, die das Schiff beschützt haben. Sowohl die Rebellen als auch Hondos Crew entkommen nur knapp dem Frachtschiff, bevor es in den Sturm stürzt, und während die Rebellen den Großteil der Protonenbomben bergen können, ist Hondo nicht in der Lage, etwas von dem Schatz zu sichern. Außerdem wird Ezra klar, wie wenig Hondo sich um seine eigene Crew oder seine „Geschäftspartner“ kümmert. |           |                                        |                           |                      |                                            |              |                                   |
| 48 | 10        | Bündnis mit dem Feind                  | An Inside Man             | 3. Dez. 2016         | 13. Dez. 2016                              | Steward Lee  | Nicole Dubuc                      |
| Ezra und Kanan kehren nach Lothal zurück, um die dortige imperiale Fabrik auszukundschaften, die sie zerstören wollen. Mit Hilfe einer lokalen Widerstandszelle, die von Azadi angeführt wird, dringen sie als Arbeiter getarnt in die Fabrik ein, um Informationen über eine neue Waffe zu erhalten, die das Imperium entwickelt. Thrawn ist jedoch auch in der Fabrik anwesend und verriegelt sie, da er vermutet, dass Spione der Rebellen die dort hergestellten Fahrzeuge sabotieren. Ezra, Kanan und Chopper stehlen die Waffendaten und werden dabei von Kallus unterstützt, der sich als Fulcrum zu erkennen gibt. Die drei entkommen mit gestohlenen Walkern aus der Fabrik und bringen die Daten zu den Rebellen. Nach der Analyse der Daten finden sie heraus, dass Thrawn einen neuen Typ von TIE Fighter entwickelt: den TIE Defender, der im Gegensatz zu anderen TIE Fightern mit Schilden ausgestattet ist. Thrawn kommt zu dem Schluss, dass die Rebellen die Daten nicht ohne Hilfe aus dem Inneren hätten beschaffen können. Anstatt den Spion zu jagen, beschließt Thrawn jedoch zu warten, um den Spion gegen die Rebellen einzusetzen. |           |                                        |                           |                      |                                            |              |                                   |
| 49 | 11        | Düstere Visionen                       | Visions and Voices        | 10. Dez. 2016        | 14. Dez. 2016                              | Bosco Ng     | Brent V. Friedman                 |
| Ezra wird von Visionen von Maul geplagt, der sich ihm und Kanan nähert, während sie das Bendu konsultieren, und einen Handel anbietet. Maul droht, die Chopper-Basis an das Imperium zu verraten, wenn Ezra ihn nicht zu einem Ritual begleitet, das ihnen beiden die Informationen offenbart, die sie in den Holokronen der Jedi und Sith gesucht haben. Maul und Ezra kommen auf Dathomir an, wo sie dunkle Magie einsetzen, um ihre Holocron-Vision zu vollenden – ein Wüstenplanet mit zwei Sonnen, auf dem sich das befindet, was sie beide suchen. Als das Ritual vollendet ist, werden Ezra und Maul von den Geistern des Nightsister-Clans angegriffen. Kanan und Sabine kommen an, nachdem sie Ezra nach Dathomir verfolgt haben, aber sie sind von den Nachtschwestern besessen und werden dazu gebracht, Ezra und Maul anzugreifen. Maul entkommt, und Ezra nutzt die Macht, um Sabine aus der Reichweite des Altars zu vertreiben, der die Quelle der Macht der Geister ist. Er bietet sich den Nachtschwestern an, um Kanan zu befreien, doch dann zerstört er den Altar. Als sie gehen, schnappt sich Sabine das von Maul benutzte Dunkelschwert. Kanan fragt Ezra nach seiner Vision, und er offenbart ihm, dass sein Mittel, die Sith zu besiegen, und das Ziel von Mauls Rache ein und dasselbe sind: der Jedi-Meister Obi-Wan Kenobi. |           |                                        |                           |                      |                                            |              |                                   |
| 50 | 12        | Die Rückkehr nach Geonosis – Teil 1    | Ghosts of Geonosis (1)    | 7. Jan. 2017         | 1. Mai 2017                                | Mel Zwyer    | Dave Filoni & Matthew Michnowetz  |
| 51 | 13        | Die Rückkehr nach Geonosis – Teil 2    | Ghosts of Geonosis (2)    | 7. Jan. 2017         | 1. Mai 2017                                | Mel Zwyer    | Dave Filoni & Matthew Michnowetz  |
| Nachdem der legendäre Saw Gerrera (Forest Whitaker) und seine Rebellengruppe auf Geonosis verschwunden sind, wird die Ghost-Crew losgeschickt, um nachzuforschen. Ezra, Kanan, Rex und Chopper teilen sich auf, um nach Saw zu suchen, während Hera, Sabine und Zeb zurückbleiben, um einen noch funktionsfähigen Schildgenerator zu bergen. Ezra und seine Gruppe werden von Saw aus einem Hinterhalt von Kampfdroiden gerettet, der erklärt, dass die Droiden den Rest seines Teams getötet haben und dass sie von einem Überlebenden der Geonosianer wieder aufgebaut wurden. Ezra, Saw und der Rest der Gruppe verfolgen den Geonosianer und dieser aktiviert weitere Kampfdroiden, die Sabine und Zeb angreifen. Ezra treibt den Geonosianer in die Enge und Saw zerstört sein Steuergerät, wodurch alle Kampfdroiden außer Gefecht gesetzt werden. Saw beginnt daraufhin, den Geonosianer zu verhören und verlangt von ihm, dass er ihm sagt, was das Imperium auf Geonosis gebaut hat. Als Antwort auf Saws Fragen zeichnet der Geonosianer (mit dem Spitznamen „Klik-Klak“) zwei Kreise in die Erde. Da Saw nicht versteht, was Klik-Klak zu sagen versucht, legt er ihm Handschellen an und zwingt ihn, sie tiefer in die Ruinen zu führen. Ezra ist besorgt über die Feindseligkeit, die Saw gegenüber Klik-Klak an den Tag legt, und Rex erklärt ihm, dass Saws Schwester während der Klonkriege von einem auf Geonos gebauten Kanonenboot getötet wurde. Währenddessen entdeckt eine imperiale Patrouille Lebenszeichen auf Geonosis und schickt Späher aus, um die Lage zu untersuchen. Im Untergrund führt Klik-Klak die Rebellen zu seinem Versteck, wo er ein Ei der geonosianischen Königin beschützt. Die Rebellen bringen Klik-Klak zurück zur Ghost, wo Saw beginnt, Klik-Klak zu foltern und droht, das Ei zu zerstören, wenn er nicht redet, und dabei die Einwände der Crew ignoriert. Ezra weist darauf hin, dass Saw nicht besser als das Imperium wäre, wenn er die letzte Überlebenschance der Geonosianer als Spezies zerstören würde, was Saw dazu veranlasst, es sich noch einmal zu überlegen. Die Imperialen schicken jedoch eine Angriffstruppe hinter dem Ghost her und zwingen ihn, tief in den Untergrund zu fliehen. In einer unterirdischen Kammer finden sie große Behälter mit Giftgas, das die Imperialen zur Ausrottung der Geonosianer verwendet hatten. Saw beschließt, den Geonosianern eine zweite Überlebenschance zu geben und lässt Klik-Klak frei. Klik-Klak flieht tiefer in die Tunnels. Die Rebellen versuchen daraufhin, mit den Gasbehältern zu entkommen, um sie als Beweis für die Gräueltaten des Imperiums zu verwenden, aber sie sind verloren, als sie sich den Weg durch einen imperialen Kreuzer sprengen. Bail Organa stellt fest, dass der Senat ohne die Behälter keine ausreichenden Beweise hat, um zu handeln, aber die Bilder, die die Crew gemacht hat, können als Propaganda für die Sache der Rebellen verwendet werden. Kanan erinnert Ezra daran, dass nicht alle Rebellen wie Saw für dieselbe Sache oder aus denselben Gründen kämpfen, aber Hera sinniert, dass Saw trotz ihrer Bedenken gegen ihn bewiesen hat, dass er besser war als die Imperialen. |           |                                        |                           |                      |                                            |              |                                   |
| 52 | 14        | Mit den eigenen Waffen                 | Warhead                   | 14. Jan. 2017        | 2. Mai 2017                                | Bosco Ng     | Garry Whitta                      |
| Während der Rest der Ghost-Besatzung und die Phoenix-Staffel auf einer Übungsmission unterwegs sind, ist Zeb für die Sicherheit in der Chopper-Basis zuständig. Zur gleichen Zeit setzt das Imperium eine große Anzahl getarnter Infiltrator-Droiden in der gesamten Galaxis ein, und eine dieser Einheiten landet in der Nähe der Chopper-Basis. Da er von den Krykna-Spinnen beschädigt wurde und sein Gedächtnis verloren hat, wird er von Zeb, Chopper und AP-5 aufgenommen; doch nach einer Warnung von Agent Kallus über die Natur ihres Findlings versucht Zeb, ihn festzunehmen. Als er erkennt, dass er sich in einer Rebellenbasis befindet, schaltet sich die ursprüngliche Programmierung des Droiden wieder ein und er nimmt den Kampfmodus an. Der Infiltrator kannibalisiert die Droiden der Basis, um sich selbst zu reparieren, und erweist sich als harte Nuss, zumal sich dieser Kampf auf einen Lagerbereich voller explosiver Munition beschränkt. Nach einem harten Kampf schalten Zeb und die Droiden ihn aus, bevor er seine Position an das Imperium übermitteln kann, aber der Infiltrator aktiviert eine Selbstzerstörungsvorrichtung in seinem Gehäuse. Angesichts der Aussicht, dass der Droide entweder die Basis in die Luft jagt oder das Imperium nach ihm sucht, wenn er sich nicht meldet, weist Zeb AP-5 an, den Zünder so einzustellen, dass der Countdown abläuft, bis der Infiltrator seine gesammelten Informationen an das Imperium übermittelt. Nach der Reaktivierung reist der Droide zurück zu seinem Basisschiff und sprengt es in die Luft, als es sich selbst zerstört. Dieses Ereignis liefert Großadmiral Thrawn jedoch genug Informationen, um seine Suche nach dem Rebellenstützpunkt einzugrenzen. |           |                                        |                           |                      |                                            |              |                                   |
| 53 | 15        | Das Dunkelschwert                      | Trials of the Darksaber   | 21. Jan. 2017        | 3. Mai 2017                                | Steward Lee  | Dave Filoni                       |
| Nachdem er von Fenn Rau erfahren hat, welchen Stellenwert das Dunkle Schwert, das Sabine aus Dathomir geborgen hat, bei den Mandalorianern hat – insbesondere beim angesehenen Haus Vizsla, das einst über Mandalore herrschte –, beschließt Kanan, dass Sabine es benutzen soll, um die Mandalorianer in die Reihen der Rebellenallianz zu holen. Sabine, die sich gegen ihre Familie auflehnt, stimmt dem Vorschlag widerwillig zu und zieht sich mit Kanan und Ezra in die Residenz der Bendu zurück, um sich im Umgang mit dem Schwert ausbilden zu lassen, doch ihre anhaltende Frustration über die in sie gesetzten Erwartungen lässt Kanans Geduld schwinden. Die Spannungen zwischen den beiden eskalieren, bis Sabine das Training verlässt, um sich abzukühlen. Nach einem Gespräch mit Hera und einer gegenseitigen Entschuldigung nach Sabines Rückkehr bietet Kanan ihr das Dunkle Schwert an, und das Training beginnt ernsthaft. Im Laufe des Trainings zwingt Kanan Sabine, ihren eigenen emotionalen Turbulenzen freien Lauf zu lassen und endlich die Wahrheit über ihre Vergangenheit zu enthüllen: Sie fühlt sich schuldig für das, was die Waffen, die sie an der Imperialen Akademie entworfen hat, ihrem eigenen Volk angetan haben, und sie wollte es wiedergutmachen, indem sie es aus den Fängen des Imperiums rettete, doch ihre Familie wandte sich aus Angst vor dem Imperium von ihr ab. Nach diesem schwierigen Geständnis versichern Kanan, Ezra und Rau Sabine ihre Loyalität, ganz gleich, welchen Weg sie letztendlich einschlagen wird. |           |                                        |                           |                      |                                            |              |                                   |
| 54 | 16        | Das Vermächtnis von Mandalore          | Legacy of Mandalore       | 18. Feb. 2017        | 4. Mai 2017                                | Mel Zwyer    | Christopher Yost                  |
| Sabine, Ezra, Kanan und Rau reisen von Atollon nach Krownest im Mandalore-Sektor, um die Angelegenheit mit Sabines entfremdeter Familie zu klären. Der erste Empfang ist jedoch recht feindselig, da Sabine aufgrund ihres Übertritts vom Imperium immer noch als Verräterin für ihre Familie gilt. Nachdem ihr das Dunkle Schwert überreicht wurde, gewährt Sabines Mutter, Gräfin Ursa, ihrer Tochter ein persönliches Gespräch, fürchtet aber immer noch zu sehr die Repressalien des Imperiums gegen ihr Volk, das ihren Mann als Geisel hält, um sich der Rebellion anzuschließen, und so beschließt sie, die Jedi an Gar Saxon zu verkaufen, im Austausch für Sabines Freiheit. Saxon nimmt jedoch sofort sein Wort zurück und denunziert den gesamten Clan Wren als Verräter am Imperium. Der Clan Wren und die Rebellen kämpfen gegen die imperialen Kollaborateure, und Sabine duelliert sich mit Ezras Lichtschwert mit Saxon und dem Dunklen Säbel. Sabine geht als Siegerin aus dem Duell hervor, doch als sie sich von ihm abwendet und Saxon ihr in den Rücken schießen will, tötet Ursa ihn und stellt damit die Beziehung zu ihrer Tochter wieder her. Sabine und Rau, die das Chaos vorhersehen, in das Mandalore durch den Tod des imperialen Gouverneurs gestürzt wird, beschließen, zurückzubleiben und dabei zu helfen, die Ordnung wiederherzustellen und die einzige Person zu finden, die wirklich würdig ist, Mandalore in den Krieg gegen das Imperium zu führen. |           |                                        |                           |                      |                                            |              |                                   |
| 55 | 17        | Dem Spion auf der Spur                 | Through Imperial Eyes     | 25. Feb. 2017        | 5. Mai 2017                                | Saul Ruiz    | Nicole Dubuc & Henry Gilroy       |
| Ein imperialer leichter Kreuzer über Lothal fängt ein Shuttle ab, das von dem Planeten flieht. An Bord sind Ezra Bridger (getarnt als Kopfgeldjäger) und die Droiden Chopper und AP-5. Ezra erzählt Agent Kallus, dass die Rebellen glauben, dass das Imperium seinen letzten Funkspruch als Fulcrum abgefangen hat, und dass sie gekommen sind, um ihm zu helfen, überzulaufen, falls seine Tarnung aufgeflogen ist. Großadmiral Thrawn trifft in seinem Sternenzerstörer Chimaera ein und teilt den Offizieren an Bord mit, dass er Oberst Wullf Yularen vom ISB gebeten hat, den Spion der Rebellen in ihrer Mitte ausfindig zu machen. Kallus tauscht seinen Codezylinder mit dem von Leutnant Lyste aus und benutzt Lystes Zugangsdaten, um Ezra zu befreien und in Thrawns Büro einzudringen, wo die Droiden Atollon aus Thrawns Datenbank löschen und Freigabecodes für Kanan und Rex übermitteln, um sie zu retten. Lyste, die Gouverneur Pryce für den Verräter hält, betäubt sie, als sie versucht, die Rebellen an der Abreise zu hindern, und er wird als Spion verhaftet. Da Lyste für Fulcrum gehalten wird, beschließt Kallus, beim Imperium zu bleiben – obwohl Thrawn im Gespräch mit Yularen enthüllt, dass er weiß, dass Kallus der Spion ist, und ihn zu seinem Vorteil nutzen will. |           |                                        |                           |                      |                                            |              |                                   |
| 56 | 18        | Die geheime Fracht                     | Secret Cargo              | 4. März 2017         | 8. Mai 2017                                | Bosco Ng     | Matt Michnovetz                   |
| Die Besatzung der Ghost wartet in einem Schrottfeld auf ein Rendezvous mit einem Rebellenschiff, das eine geheime Fracht an Bord hat, um es aufzutanken. Die Ghost wird von einem imperialen Infiltrator-Sondendroiden entdeckt, den die Besatzung zerstört, aber nicht bevor er ihre Position an das Imperium übermittelt hat. Das Rebellenschiff kommt an, und die „Fracht“ entpuppt sich als Senatorin Mon Mothma, die auf der Flucht ist, nachdem sie sich kürzlich im Senat gegen den Imperator ausgesprochen hat. Zwei imperiale Kreuzer treffen ein, und Ezra schließt sich der Goldstaffel an, um die TIE-Jäger abzuwehren und einen der Kreuzer außer Gefecht zu setzen, während Mothma und ihre Crew zur Ghost evakuiert werden. Großadmiral Thrawn vermutet, dass Hera versuchen wird, über den Archeon-Nebel aus dem Sektor zu entkommen, und schickt zwei Sternenzerstörer und den Prototyp des TIE Defender, um sie abzufangen. Hera zerstört zwei TIEs, indem sie nahe an einen Stern heranfliegt, aber der Defender überlebt und zerstört den größten Teil der Goldstaffel mit Ausnahme von Ezra und Gold Leader. Als die Ghost den Nebel verlässt, wird sie von Gouverneur Pryces Sternenzerstörer mit einem Traktorstrahl erfasst. Ezra und Gold Leader setzen den TIE Defender mit Ionenkanonen außer Gefecht, verlassen dann den Nebel und feuern ihre Protonentorpedos in ihn hinein, was eine Explosion auslöst, die den Sternenzerstörer schwer beschädigt. Die Ghost flieht in den Hyperraum und bringt Mothma nach Dantooine, wo sie eine Botschaft an alle Rebellenzellen sendet, in der sie zur Gründung der Rebellenallianz aufruft. Während die Ghost-Besatzung erstaunt zusieht, verlassen Dutzende von Großkampfschiffen aus der ganzen Galaxis den Hyperraum, um dem Ruf der Rebellen zu folgen. |           |                                        |                           |                      |                                            |              |                                   |
| 57 | 19        | Der Doppelagenten-Droide               | Double Agent Droid        | 11. März 2017        | 9. Mai 2017                                | Steward Lee  | Brent Friedman                    |
| Chopper, AP-5 und Wedge werden auf eine Mission zu einer imperialen Einrichtung geschickt, um die Zugangscodes für die Fabrik auf Lothal zu stehlen. AP-5 gelingt es, die Codes ausfindig zu machen und zu stehlen. In der Zwischenzeit greift Chopper auf das imperiale Netzwerk zu und erregt die Aufmerksamkeit des Controllers, eines imperialen Agenten, der ein fortschrittliches Spionageschiff kontrolliert. Der Controller nutzt die Fähigkeiten seines Schiffes und übernimmt die Kontrolle über Chopper, um mit ihm den Stützpunkt der Rebellen zu finden. Nach erfolgreicher Mission machen sich Chopper, AP-5 und Wedge auf den Weg zurück zum Treffpunkt mit der Ghost. AP-5 beginnt zu vermuten, dass etwas nicht stimmt, als Chopper sich untypisch nett verhält. Der Rest der Besatzung glaubt, dass AP-5 nur wieder mit Chopper streitet, doch auch Hera beginnt, Verdacht zu schöpfen. Der Controller benutzt Chopper, um die Besatzung im Frachtraum einzusperren, während er versucht, den Computer der Ghost zu hacken. AP-5 setzt die Türsteuerung außer Kraft und ermöglicht es der Besatzung, Chopper zu deaktivieren. Verärgert darüber, dass die Imperialen ihrem Droiden Schaden zugefügt haben, sendet Hera ein Gegensignal an den Controller, das die Systeme seines Schiffes überlastet und es zur Explosion bringt. Chopper kehrt in den Normalzustand zurück und beginnt wieder mit AP-5 zu streiten. |           |                                        |                           |                      |                                            |              |                                   |
| 58 | 20        | Zwillings-Sonnen                       | Twin Suns                 | 18. März 2017        | 10. Mai 2017                               | Dave Filoni  | Dave Filoni & Henry Gilroy        |
| Nachdem er eine Holocron-Botschaft erhalten hat, sagt Ezra Bridger der Ghost-Besatzung, dass sie nach Tatooine gehen müssen, um Obi-Wan Kenobi vor Maul zu retten. Die Crew weigert sich, weil sie glaubt, dass Kenobi während der Order 66 gestorben ist und dass die Nachricht eine von Maul gestellte Falle ist. Ezra und Chopper schleichen sich dennoch nach Tatooine, doch ihr Schiff wird kurz nach ihrer Ankunft von Tusken-Jägern zerstört. Geleitet vom Holocron machen sich Ezra und Chopper auf die Suche nach Kenobi durch die Wüste. Nach stundenlangem ziellosem Umherirren geht Chopper der Strom aus und er schaltet sich ab. Ezra wird daraufhin von Visionen von Maul heimgesucht, die ihm sagen, dass er seine Lieben im Stich gelassen hat. Kurz darauf wird Ezra ohnmächtig. Als er wieder zu sich kommt, stellt er fest, dass Kenobi ihn und Chopper gerettet hat. Ezra versucht, Kenobi zu warnen, dass Maul hinter ihm her ist, und bittet ihn, der Rebellion zu helfen. Kenobi weigert sich jedoch und sagt, dass die Rebellion bereits alles hat, was sie braucht, um das Imperium zu bekämpfen. Er hat auch nicht die Absicht, gegen Maul zu kämpfen, obwohl er weiß, dass dies nun unvermeidlich ist. Als Maul die beiden findet, schickt Kenobi Ezra und Chopper in Sicherheit und stellt sich Maul in einem Lichtschwertduell. Nach einer Phase der Anspannung schlägt Maul zuerst zu, wird aber schnell von Kenobi gekontert und besiegt. Bevor Maul stirbt, bleibt Kenobi an seiner Seite und offenbart ihm, dass er über den wacht, den er für den Auserwählten hält, wobei Mauls letzte Worte lauten: „Er wird uns rächen“. Ezra und Chopper kehren mit Mauls Schiff zur Basis zurück. Ezra teilt den Rebellen mit, dass Maul verschwunden ist, und entschuldigt sich dafür, dass er sich weggeschlichen hat. Die Episode endet damit, dass Kenobi einen jungen Luke Skywalker auf der Feuchtigkeitsfarm von Lars aus der Ferne beobachtet. |           |                                        |                           |                      |                                            |              |                                   |
| 59 | 21        | Angriff auf die Rebellenbasis – Teil 1 | Zero Hour: Part One       | 25. März 2017        | 11. Mai 2017                               | Justin Ridge | Steven Melching                   |
| 60 | 22        | Angriff auf die Rebellenbasis – Teil 2 | Zero Hour: Part Two       | 25. März 2017        | 11. Mai 2017                               | Justin Ridge | Henry Gilroy & Matt Michnovetz    |
| Verschiedene Zellen der Rebellen beginnen sich auf Atollon zu versammeln, um den Angriff auf Lothal vorzubereiten. Thrawn weiß jedoch von den Plänen der Rebellen und teilt Gouverneur Pryce und Grand Moff Tarkin mit, dass „die eigentliche Aufführung gleich beginnen wird“ und er bereits eine Falle für sie geplant hat. Kallus versucht, die Rebellen zu warnen, wird aber von Thrawn gefangen genommen. Thrawn verfolgt Kallus' Übertragung und bestimmt den Standort der Rebellenbasis auf Atollon. Thrawn schickt seine Flotte nach Atollon, darunter zwei Interdictor-Kreuzer. Mit den Interdiktoren im Orbit ist es für die Rebellenschiffe unmöglich zu entkommen, und die Flotte ist gezwungen, einen aussichtslosen Kampf gegen die Imperialen zu führen. Da sie wissen, dass ihre einzige Chance darin besteht, jemanden auszusenden, der den Rest der Rebellenflotte herbeiruft, opfert sich Commander Sato, indem er seinen Flugzeugträger in Konstantines Interdictor krachen lässt und Ezra so die Möglichkeit zur Flucht gibt. Auf Atollon versucht Kanan, den Bendu um Hilfe zu bitten, aber der Bendu zögert aufgrund seiner neutralen Rolle. Daraufhin beschuldigt Kanan den Bendu, ein Feigling zu sein, was den Bendu verärgert und er verschwindet. Im Hyperraum bittet Ezra Mon Mothma um Hilfe, die jedoch keine Verstärkung schicken kann, da sie befürchtet, in eine weitere von Thrawns Fallen zu tappen. Da Ezra keine andere Wahl hat, beschließt er, Sabine um Hilfe zu bitten. Da die Schlacht schlecht verläuft, sind die Rebellen gezwungen, sich in ihren Stützpunkt auf Atollon zurückzuziehen und den Schildgenerator zu aktivieren, der sie vor dem Bombardement durch die imperiale Flotte schützt. Thrawn schickt daraufhin eine Bodentruppe, die den Stützpunkt angreift. Ezra erreicht Sabine und überredet sie und Rau, eine kleine mandalorianische Truppe anzuführen, um den verbliebenen Interdictor-Kreuzer zu zerstören, was den Rebellen die Flucht ermöglicht. Thrawns Truppen durchbrechen die Verteidigungsanlagen des Stützpunkts, doch bevor er die Rebellen gefangen nehmen kann, greift der Bendu ein, der die imperialen Truppen angreift und sie lange genug ablenkt, damit die Rebellen evakuiert werden können, aber auch sie angreift. Zur gleichen Zeit zerstören Ezra und Sabine den Interdictor. Kallus entkommt aus der Gefangenschaft und wird in einer Rettungskapsel von der Ghost-Besatzung abgeholt. Die Rebellenflotte flieht daraufhin. Zurück auf der Oberfläche setzt Thrawn den Bendu außer Gefecht, der Thrawn warnt, dass er seine Niederlage bereits vorausgesehen hat. Thrawn weigert sich, dies zu glauben und versucht, den Bendu persönlich zu töten, aber er verschwindet, bevor der Schuss ihn treffen kann. Die verbleibende Rebellenflotte bricht auf, um sich mit dem Rest der Rebellion auf Yavin IV zu treffen, und Hera verspricht, Sabine und den Mandalorianern bei einer bevorstehenden Mission zu helfen. Ezra ist besorgt über die schwere Niederlage, die die Rebellion erlitten hat, doch Kanan weist darauf hin, dass es sich in Wirklichkeit um einen Sieg handelt, da sie entkommen sind. Dann erklärt er Ezra, dass er eine Zukunft voraussieht, in der alle Menschen frei sind, aber dass sie dafür kämpfen müssen, um dies zu erreichen. |           |                                        |                           |                      |                                            |              |                                   |

## Staffel 4
| Nr. (ges.) | Nr. (St.) | Deutscher Titel                       | Originaltitel                         | Erstausstrahlung USA | Deutschsprachige Erstausstrahlung (D/A/CH) | Regie                               | Drehbuch                                                              |
| ---------- | --------- | ------------------------------------- | ------------------------------------- | -------------------- | ------------------------------------------ | ----------------------------------- | --------------------------------------------------------------------- |
| 61         | 1         | Die Helden von Mandalore – Teil 1     | Heroes of Mandalore: Part 1           | 16. Okt. 2017        | 10. Dez. 2017                              | Steward Lee                         | Henry Gilroy & Steven Melching                                        |
| 62         | 2         | Die Helden von Mandalore – Teil 2     | Heroes of Mandalore: Part 2           | 16. Okt. 2017        | 10. Dez. 2017                              | Saul Ruiz                           | Christopher Yost                                                      |
| 63         | 3         | Im Namen der Rebellion – Teil 1       | In the Name of the Rebellion: Part 1  | 23. Okt. 2017        | 17. Dez. 2017                              | Sergio Paez                         | Gary Whitta                                                           |
| 64         | 4         | Im Namen der Rebellion – Teil 2       | In the Name of the Rebellion: Part 2  | 23. Okt. 2017        | 17. Dez. 2017                              | Bosco Ng                            | Matt Michnovetz                                                       |
| 65         | 5         | Die Besatzung                         | The Occupation                        | 30. Okt. 2017        | 24. Dez. 2017                              | Steward Lee                         | Christopher Yost                                                      |
| 66         | 6         | Gefährlicher Diebstahl                | Flight of the Defender                | 30. Okt. 2017        | 24. Dez. 2017                              | Saul Ruiz                           | Dave Filoni & Steven Melching                                         |
| 67         | 7         | Bündnis mit dem Fremden               | Kindred                               | 6. Nov. 2017         | 31. Dez. 2017                              | Sergio Paez                         | Dave Filoni & Henry Gilroy                                            |
| 68         | 8         | Das gekaperte Schiff                  | Crawler Commandeers                   | 6. Nov. 2017         | 31. Dez. 2017                              | Bosco Ng                            | Matt Michnovetz                                                       |
| 69         | 9         | Rebellenangriff                       | Rebel Assault                         | 13. Nov. 2017        | 31. Dez. 2017                              | Steward Lee                         | Dave Filoni & Steven Melching                                         |
| 70         | 10        | Im Schutz der Nacht                   | Jedi Night                            | 19. Feb. 2018        | 19. März 2018                              | Saul Ruiz                           | Dave Filoni & Henry Gilroy                                            |
| 71         | 11        | DUME                                  | DUME                                  | 19. Feb. 2018        | 20. März 2018                              | Sergio Paez                         | Dave Filoni & Christopher Yost                                        |
| 72         | 12        | Ein teuflischer Plan                  | Wolves and a Door                     | 26. Feb. 2018        | 21. März 2018                              | Dave Filoni & Steward Lee           | Dave Filoni                                                           |
| 73         | 13        | Die Offenbarung                       | A World Between Worlds                | 26. Feb. 2018        | 22. März 2018                              | Dave Filoni & Steward Lee           | Dave Filoni                                                           |
| 74         | 14        | Die Hoffnung stirbt zuletzt           | A Fool’s Hope                         | 5. März 2018         | 23. März 2018                              | Dave Filoni & Saul Ruiz             | Henry Gilroy & Steven Melching                                        |
| 75         | 15        | Familientreffen und Abschied – Teil 1 | Family Reunion – and Farewell: Part 1 | 5. März 2018         | 24. März 2018                              | Dave Filoni, Bosco Ng & Sergio Paez | Dave Filoni, Henry Gilroy, Kiri Hart, Simon Kinberg & Steven Melching |
| 76         | 16        | Familientreffen und Abschied – Teil 2 | Family Reunion – and Farewell: Part 2 | 5. März 2018         | 24. März 2018                              | Dave Filoni, Bosco Ng & Sergio Paez | Dave Filoni, Henry Gilroy, Kiri Hart, Simon Kinberg & Steven Melching |